# Charly García
Carlos Alberto García Moreno (Buenos Aires, 23 de octubre de 1951), es un músico, cantautor, multinstrumentista, compositor y productor discográfico argentino, considerado una de las figuras más importantes de la música popular argentina y latinoamericana.
Nombrado el «padre del rock argentino» junto a Luis Alberto Spinetta, García es aclamado por su extensa obra discográfica, tanto en sus múltiples agrupaciones y como solista, por la complejidad compositiva de su música, abordando múltiples géneros, desde el
folk rock,
rock progresivo,
rock sinfónico,
avant garde,
new wave,
pop rock,
pop barroco y
synth pop,
por su lírica transgresora y crítica hacia la sociedad moderna argentina, en especial durante la era de la dictadura cívico-militar argentina (1976-1983), y por su personalidad rebelde y extravagante, que ha acarreado atención notoria en los medios a lo largo de los años.
Siendo un adolescente, García fundó la banda Sui Generis, junto a su compañero de clase Nito Mestre a fines de los años sesenta. Juntos, publicaron tres álbumes de estudio de éxito comercial y crítico, y se separaron en 1975 con un concierto en el Luna Park y una película, Adiós Sui Generis (1976). Tras la despedida pasó a formar parte de dos supergrupos: el efímero PorSuiGieco (de formato mayoritariamente acústico) y La Máquina de Hacer Pájaros. Con este último publicó dos álbumes que intentaron instaurar el rock progresivo en la escena musical latinoamericana, tendencia que ya había abrazado en el último disco de Sui Generis.
Luego de separarse de ambos proyectos, García se embarcó a Brasil, volviendo a Argentina en 1978 para presentar otro supergrupo de rock progresivo Serú Girán, que se acabaría convirtiendo en una de las bandas más importantes de la historia de la música argentina, por su calidad musical y letrística, la convocatoria de sus shows y sus solapadas críticas hacia la dictadura militar que gobernaba el país en ese momento. El grupo se disolvió en 1982, tras la publicación de cuatro exitosos álbumes de estudio y un último concierto en el estadio Obras Sanitarias.
Luego de componer la banda sonora de la película Pubis angelical (1982), y a la vez su propio disco debut, Yendo de la cama al living (1982), que fue aclamado por la crítica, García inició una prolífica carrera solista, componiendo varias canciones generacionales de la música latina y expandiendo las barreras de la música pop.
Su exitosa trilogía se completó con los discos de new wave Clics modernos (1983) y Piano Bar (1984), catalogados entre los mejores álbumes de la historia del rock argentino por la versión argentina de la revista Rolling Stone.
En los años posteriores, García trabajó en los proyectos Tango y Tango 4 junto a Pedro Aznar, y publicó una segunda exitosa trilogía con Parte de la religión (1987), Como conseguir chicas (1989) y Filosofía barata y zapatos de goma (1990). Al mismo tiempo, empezó a protagonizar varios escándalos mediáticos por su personalidad exorbitante y extravagante, y sufrió sus primeros accidentes de salud a causa de su adicción durante la década de los noventa.
Hacia fines de los años 1990 e inicios de los 2000, García entró en su caótica era Say no More, en la que sus discos eran pobremente recibidos por la crítica, pero sus ventas y sus conciertos eran un éxito absoluto. A partir del lanzamiento de Rock and Roll YO (2003), se tomó un largo hiato, con apariciones esporádicas para rehabilitarse de sus problemas de adicción. Regresó a la escena pública con su último álbum en vivo El concierto subacuático (2010), y con la publicación de los álbumes Kill gil (2010), Random (2017) y La lógica del escorpión (2024).
Su canción «Rasguña las piedras», grabada por Sui Géneris, fue considerada en 2002 como la tercera mejor canción de todos los tiempos del rock argentino, y la 53.ª del rock hispanoamericano.
Las siguientes canciones de su autoría también han sido consideradas entre las 100 mejores del rock argentino: «Seminare»,
«Canción para mi muerte»,
«Demoliendo hoteles»,
«Los dinosaurios»,
«Yo no quiero volverme tan loco»,
«No llores por mí, Argentina»,
«Chipi chipi» y
«Cerca de la revolución».
En 1985 obtuvo el Premio Konex de Platino, como mejor instrumentista de rock de Argentina en la década de 1975-1984.
Ganó tres veces el Premio Gardel de Oro (2002, 2003 y 2018), el más importante del país en lo musical.
En 2009 recibió el premio Grammy a la Excelencia Musical.
En 2010 fue declarado Ciudadano Ilustre de la Ciudad Autónoma de Buenos Aires por la legislatura porteña.
En 2013 recibió el título de doctor honoris causa de la Universidad Nacional de General San Martín (en el Gran Buenos Aires).En junio de 2025, recibió también el doctorado honoris causa por parte de la Universidad de Buenos Aires, a pedido de la Facultad de Filosofía y Letras.

## Primeros años
Carlos Alberto García nació en la ciudad de Buenos Aires el 23 de octubre de 1951, en el seno de una familia de clase media alta, siendo el primogénito de Carmen Moreno y de Carlos Jaime García,
un empresario que era dueño de la primera fábrica de fórmica de la Argentina.
La familia la integraban además tres hermanos: Enrique, Daniel y Josi. La madre se dedicaba al cuidado y educación de sus hijos, con ayuda de niñeras profesionales. Cada hijo tenía su propia habitación.
La casa familiar era un departamento grande que se encontraba en el quinto piso de la calle José María Moreno 63, en el corazón del barrio de Caballito y a diez cuadras del parque Centenario, donde solía ir a dibujar dinosaurios en el Museo Argentino de Ciencias Naturales.
Los tres temas que entusiasmaban a Charly cuando era chico eran los dinosaurios, los planetas y los mitos griegos.
La familia tenía también una casa quinta de fin de semana, con pileta, en la localidad de Paso del Rey.
En 1958 comenzó sus estudios primarios en la escuela pública n.º 3 Primera Junta, ubicada frente al parque Rivadavia, a dos cuadras de su casa.
En 1959 la situación económica de la familia entró en crisis, cuando cerró la fábrica, lo que derivó en la posterior pérdida de la mayor parte de las propiedades familiares, entre ellas la casa de la calle José María Moreno y la quinta de Paso del Rey.
Los García debieron mudarse entonces a un departamento alquilado, ubicado en Darregueyra y Paraguay, en el entonces barrio de Palermo Viejo.
Su padre comenzó a trabajar entonces como profesor de física y matemáticas, y su madre empezó a trabajar como productora de programas de radio y luego televisión dedicados al tango y el folklore argentino, que vivía lo que dio en llamarse "el boom del folklore".
Debido a su trabajo, comenzó a ser habitual que la madre invitara a la casa a destacados músicos del folklore, en las que Carlitos tocaba el piano.
La situación económica de la familia mejoró y se mudaron a un departamento ubicado en calle Vidt 1955 9.º B, entre Charcas y Güemes, en el barrio de Palermo, donde el músico vivió hasta que en 1972 se fue a vivir con María Rosa Yorio a una pensión cercana. Las fotos incluidas en el álbum Vida están tomadas en las cercanías.
Como ambos progenitores debían salir a trabajar, Carlitos fue enviado a finalizar la primaria en la escuela Aeronáutica Argentina, en la calle Quilmes al 400, del barrio de Pompeya, debido a que tenía doble escolaridad.
La música comenzó desde muy temprano en la vida de García: a los dos años aprendió a tocar de oído una citarina y luego siguió con un pequeño piano de juguete que le regaló su abuela materna.
Cuando los padres de García emprendieron un viaje a Europa, los niños quedaron bajo la tutela de las niñeras y de una abuela. El estrés por la ausencia de sus padres le provocó a Charly una crisis nerviosa, trastorno que le provocó su característico vitiligo.
Cuando sus padres regresaron del viaje, su madre notó que Charly había aprendido a tocar de oído «Torna a Surriento», una famosa melodía napolitana que venía en una cajita musical de la familia.
Charly ha contado que cree que el solo de «Seminare» deriva de esa melodía.

Cuando lo escuché tocar esa canción, lo llevé al departamento de un vecino que vivía en el piso de arriba y tenía un piano grande, y enseguida se puso a tocar como si nada. Al otro día fui y le compré uno.
Carmen Moreno, madre de Charly

Fue la primera cosa que toqué en el piano cuando me probaron. Fui a un piano y eso fue lo primero que toqué. Acá se llama Giácomo Capelettini [por una publicidad televisiva de los años 2010 que utilizaba la misma melodía].
Charly García

Advertidos de las condiciones innatas y el oído absoluto de «Carlitos», los padres lo inscribieron en 1956 en el Conservatorio Thibaud Piazzini, aunque su madre arregló que tomara las clases de piano y música en su casa. Su profesora fue Julieta Sandoval. Charly la describe como una maestra muy estricta, «súper católica», que tenía una concepción sadomasoquista por la cual había que sufrir y sentir dolor para ser un buen concertista clásico:

Me habían inculcado la idea cristiana de que a través del dolor se llegaba a la sublimación… Me autoflagelaba, me cortaba, me pegaba en los brazos… Creía en el dolor como droga.
Charly García

Su primera actuación en público fue el 6 de octubre de 1956, cuando aún contaba con 4 años, en el Conservatorio, presentado en el programa como «Carlitos Alberto García Moreno». Interpretó dos piezas de estilo clásico, una anónima y otra de autoría de su profesora.
De niño, Charly amaba la música clásica y odiaba lo popular, al igual que sus padres.
Apenas dormía ―sentía que el hacerlo era una pérdida de tiempo― y se pasaba días enteros interpretando a Chopin, a Mozart y a Beethoven.
Pero también sentía el impulso de componer, algo que su profesora reprimía sistemáticamente.
En 2004, García rindió homenaje a su profesora de piano de la niñez presentándose de manera inesperada en la fiesta del centenario del conservatorio Thibaut Piazzini para interpretar al piano dos temas de su autoría, de la época de Serú Girán, «Desarma y sangra» y «Veinte trajes verdes», este último dedicado al compositor Eric Satie.
En 1962 se puso en el aire, en Buenos Aires, un programa de televisión musical llamado «El Club del Clan», que alcanzó una gran adhesión de audiencia juvenil debido a la presencia de cantantes muy jóvenes, como Palito Ortega, entre otros, que interpretaban temas originales de lo que se llamaba la «nueva ola» (rock and roll, twist y música beat) en español. En ese momento García comienza a romper con la trayectoria de concertista de piano clásico que le estaba imponiendo la educación familiar. Mientras veía el programa y luego de haberse enojado con su madre, compuso su primera canción, «Corazón de hormigón», atribuyéndole a su madre la dureza de su corazón.
García no dio a conocer el tema por miedo a la reacción de su profesora, pero en 2010, casi cincuenta años después, lo grabó junto a Palito Ortega y lo incluyó en el álbum Kill gil. En su cancionero posterior retomaría la temática de la nueva ola en «Mientras miro las nuevas olas».
En 1963, a los doce años, se recibió de profesor de teoría y solfeo, pero al año siguiente, en 1964, García, como decenas de miles de jóvenes argentinos oyó por primera vez a Los Beatles, quienes causaron un cambio radical en su vida:

Cuando escuché a Los Beatles me volví loco: pensaba que era música marciana. Música clásica de Marte. Enseguida comprendí el mensaje: 'tocamos nuestros instrumentos, hacemos nuestras canciones y somos jóvenes'. Para mi época y mi formación, eso era muy raro. No se suponía que los jóvenes hicieran canciones y cantaran. Lo primero que escuché de ellos fue "There's a Place". Me di cuenta de lo que pasaba con las cuartas y un par de cosas interesantes más. Y ahí, ¡kaboooom!, acabó mi carrera de músico clásico.
Charly García

Con ellos, llegaron también los Rolling Stones, Bob Dylan, The Byrds y The Who, entre otros. Allí acabó su carrera de músico clásico.
Pidió a gritos que le compraran una guitarra eléctrica, se dejó el pelo largo y comenzaron las peleas con su padre, quien esperaba que se convirtiera en concertista o en ingeniero.
Esta relación nunca más lograría componerse; aunque ya no tenían problemas económicos, empezó a insistirle en que saliera a conseguir algún trabajo para financiar sus «vicios». Con su madre fue distinto:

Yo siempre supe adónde iba a llegar Carlitos. Después de que nacieron mis otros hijos y nietos me di cuenta de que él era especial. A mí a veces hasta me daba miedo porque decía: «¿Cómo puede ser que un chico de tres años pueda tocar cualquier cosa en el piano?». Charly fue una cosa especial; hago mal en decirlo, pero era así.
Carmen Moreno, madre de Charly

Entre las anécdotas de su niñez como niño prodigio, Sergio Marchi cuenta que, promediando la década de 1960, Mercedes Sosa fue a cenar a casa de los García Moreno. Al escuchar tocar el piano a Carlitos, le comentó a Ariel Ramírez: «Este chico es como Chopin».
Otra anécdota cuenta que en un show de Eduardo Falú organizado por su madre, le indicó al folklorista que tenía desafinada la quinta cuerda de su guitarra, cuando nadie se había dado cuenta.
En 1965 Charly comenzó sus estudios secundarios en el Instituto Social Militar Dr. Dámaso Centeno, un colegio cercano a su casa natal.
García tenía en su habitación un tocadiscos Winco donde escuchaba discos de rock que canjeaba en el Centro Cultural del Disco, a cambio de álbumes promocionales que recibía su madre. García ha contado que entre los discos que recuerda especialmente haber oído, se encuentra «Like a Rolling Stone» de Bob Dylan, en 1965, que le produjo un ataque de paroxismo.
En el secundario, solía escapar de las clases para ir a tocar el piano al salón de actos.
Allí fue invitado por Alberto Beto Rodríguez, el baterista, a formar una banda. Se llamó To Walk Spanish, un nombre que le puso García y que expresa el acto de expulsar o arrojar a una persona, tomándolo del cuello del saco y del cinturón. To Walk Spanish, estaba formada por Juan Bellia (guitarra), Alejandro Pipi Correa (bajo), Charly García (guitarra) y Beto Rodríguez (batería).
La banda hacía canciones propias en inglés, con música de García y letra de Correa, y algunos pocos covers, entre ellos «Feel a whole lot better» (‘me siento mucho mejor’) de The Byrds, que años después Charly incluiría en el álbum Filosofía barata y zapatos de goma, con el título «Me siento mucho mejor» y una letra cambiada («Me siento mucho más fuerte sin tu amor»), aunque sin cambiar el sentido.

## Carrera musical

### 1972-1975: Sui Géneris, dúo y cuarteto
En 1967 conoció a Nito Mestre, también alumno del Dámaso Centeno, que formaba parte de la banda The Century Indignation, junto a Carlos Piraña Piégari. Hacia la segunda mitad de 1968 ambas bandas se unieron para formar Sui Géneris,
un nombre elegido por García para denotar no solo la originalidad musical que ambicionaba, sino también una defensa de lo freak, de lo raro, de lo nerd y del camino propio, frente a los señalamientos peyorativos que él y sus compañeros recibían en aquellos años.
La formación inicial fue un sexteto integrado por Charly (canto, teclados y guitarra), Nito (canto y flauta), Piégari (guitarra), Beto Rodríguez (batería), Juan Bellia (guitarra) y Alejandro Correa (bajo). Más tarde se fueron Correa, que fue reemplazado por Rolando Fortich y, en 1970 se fue Rodríguez, reemplazado por Francisco Paco Prati.
También tocaron en la banda Carlos Lito Lareu en guitarra, Diego Monteverde, Hugo Alfredo Negri en bajo, Diego Fraschetti y Daniel Bernareggi, quien tocó el bajo en el disco de 1970.
En aquel entonces, Charly componía canciones pero aún no escribía sus letras, algo que aportaron Piégari, principalmente, pero también Correa.
Charly ha dicho que él y Piégari eran «los Lennon y McCartney del colegio».
En 1968 compusieron una ópera rock en castellano, titulada Teo, sobre un hijo de la Luna y un gato. que tenía la bossa nova al tango y al rock. Tenía 16 partes distintas, en ritmos de rock, blues y bossa nova. Algunos de los temas de aquella ópera fueron «Teo» («Teo fue hijo / de una luna fecundada / por un gato medio reo / un sábado 32»), «Marina» y «Juana» («Lava la ropa, Juana / lávala sin cesar / porque tu marido / no vuelve de trabajar…»). García ha dicho que algunas de esas melodías pasaron a «Eiti Leda» y algunos riffs de «La máquina de hacer pájaros».
Desde un inicio Sui Géneris comenzó a trabajar las voces. Charly, Nito y Piégari tomaban clases de canto con un profesor que vivía frente a la casa familiar de Piégari, en Flores.
Charly ha dicho que su modelo, tanto para To Walk Spanish como para Sui Géneris, era la banda estadounidense Vanilla Fudge, de la que tomaba la manera de utilizar el órgano, los temas musicales con múltiples partes, la psicodelia y el rock sinfónico en sus etapas iniciales.
De esa época existen cuatro grabaciones de Sui Géneris, registradas en dos discos simples de acetato minisurco, realizadas en 1969 y 1970. el primero de los discos contiene las canciones «De las brumas regresaré», compuesto por Charly García y Alejandro Correa, y «Escuchando al juglar en silencio», de Correa.
El segundo disco contiene dos temas pertenecientes a la ópera Teo: «Marina» y «Grita», ambas registradas como pertenecientes a Charly García y Carlos Piégari.
Entre los temas compuestos en aquella época previa al dúo Sui Géneris, se encuentran «Natalio Ruiz», incluido luego en el álbum Vida (1972); «Tu alma te mira hoy», incluido en PorSuiGieco (1976) y «Monoblock», de los mismos autores, incluido en Sinfonías para adolescentes (2000). Las tres temas tienen coautoría de Charly y Carlos Piégari.
También de esta época fue la canción «Gaby», compuesta por Carlos Piégari y Alejandro Correa, que Charly incluyó en el álbum Música del alma (1980).
Finalmente, Nito Mestre dio a conocer públicamente en 2010, un audio inédito grabado cerca de 1971 por el dúo Sui Géneris, en el sello Melopea, titulado «La bicicleta oxidada», obra de Piégari/García.
En diciembre de 1969, cuando la mayoría de los miembros del grupo concluían el secundario, el sexteto Sui Géneris fue invitado a tocar en la fiesta de egresados ante cientos de personas, que se realizó en el Instituto Santa Rosa (Rosario 638).
La adolescencia terminaba, el colegio dejaba de ser el ámbito que los reunía y los jóvenes comenzaban su vida de adultos siguiendo sus propios caminos.
1970 fue un año de cambios en la banda. Primero tocaron en el Club Italiano, en Caballito, que García recuerda como el debut de la banda,
mientras que Nito Mestre considera que el debut fue la actuación en el Instituto Santa Rosa.
Por entonces Pierre Bayona, un productor musical y dealer en el mundo del rock, conocido como «el gordo Pierre» e inmortalizado con ese nombre en la canción «Pierre, el vitricida» de los Redonditos de Ricota, descubrió Sui Géneris, cuando aún era sexteto. Bayona insistiría incansablemente en los círculos de producción musical sobre las condiciones extraordinarias que tenía el grupo, particularmente Charly García.
En el verano de 1971, la banda actuó como telonera de Huinca, grupo liderado por Lito Nebbia, en el Teatro Diagonal de Mar del Plata y luego en el Teatro de la Comedia, dirigido por Gregorio Nachman, como telonera de Pedro y Pablo. Pero varios integrantes del grupo no podían ir, así que Sui Géneris tuvo que presentarse como un dúo integrado por Charly García y Nito Mestre. La actuación se produjo el 5 o 6 de febrero. «Nos llevamos una gran sorpresa porque a la gente le comenzó a gustar nuestra onda», dice Nito.
Dos estatuas de Nito y Charly ubicadas en Rivadavia y Santa Fe, donde estaba el teatro, conmemoran aquel hecho, aunque el recital sea realizó cuando todavía eran una banda.

Pensamos que era el final de un sueño, pero estábamos obligados a subir al escenario. Ya nos habíamos gastado la plata en cerveza y no podíamos devolver el cachet a quien nos contrató. Juntamos coraje y salimos, Charly con la guitarra criolla y yo con mi flautita. Yo estaba muerto de miedo, pero Charly me daba ánimo. No sé cómo, pero a la gente le encantó.
Nito Mestre

Mientras tanto la banda seguía recorriendo discográficas, sin ningún resultado. León Gieco los invitó a participar en un concierto en el Teatro de Luz y Fuerza.El grupo empieza a tocar también, asiduamente, en el Teatro ABC, ubicado en la calle Esmeralda, casi esquina Lavalle, en el centro de la ciudad de Buenos Aires, que en aquel momento era un reducto rockero.
Tocaban los jueves, viernes, sábados y domingos trasnoche para hacerse conocer.
Allí conocería al año siguiente, cuando ya la banda se había transformado en dúo, a María Rosa Yorio, una groupie y cantante, que se convertiría en la pareja de Charly, corista de Sui Generis y en una de las primeras cantantes de rock de América Latina.
A fines de 1971, Charly fue enrolado por el Ejército para cumplir un año de servicio militar obligatorio, una institución por entonces era tradicional, pero que era rechazada por una parte considerable de la juventud, entre ellos quienes habían hecho del pelo largo un símbolo de rebeldía y cambio. Los jóvenes recurrían a los más variados artilugios para «salvarse de la colimba».
Charly García no fue la excepción. Luego de ver frustrada su expectativa de salvarse por «número bajo» (en el sorteo preliminar), Charly recurrió a todas las artimañas posibles: recurrir a «acomodos» con funcionarios conocidos por sus padres (que al menos lograron que fuera enviado al regimiento de Campo de Mayo, en el conurbano de Buenos Aires); simular enfermedades y desmayos, físicas y mentales; desobedecer las órdenes; hacerle la vida imposible a los militares; etc. Como resultado de esas simulaciones, fue enviado al Hospital Militar, donde para hacer creíble su «personaje», tomó un frasco de anfetaminas que su madre le había llevado al hospital. La sobredosis le produjo un estado extremo de excitación, que lo hizo pensar que iba a morir. En esas condiciones, escribió de un tirón la canción que se convertiría en su primer éxito masivo apenas unos meses después: «Canción para mi muerte». Un incidente adicional sucedió de manera más o menos simultánea: Charly debía llevar una camilla con un cadáver a la morgue, pero en lugar de ello lo llevó al Casino de Oficiales generando un escándalo. Los militares entonces lo mandaron a su casa y pocos días después lo dieron de baja por padecer «neurosis histérica, personalidad esquizoide». Charly contó en detalle aquella experiencia en «Botas locas», que incluiría en el álbum Pequeñas anécdotas sobre las instituciones:

Yo formé parte de un ejército loco, 
 tenía veinte años y el pelo muy corto. 
 Pero, mi amigo, hubo una confusión, 
 porque para ellos el loco era yo.
«Botas locas»

Era el verano de 1972: el sexteto había ido decantando y estaba a punto de convertirse en un dúo integrado por Charly y Nito.
De todos modos varios de los integrantes originales de Sui Generis seguirían manteniendo algún tipo de contacto musical con Sui Generis o Charly García: Alejandro Pipi Correa participó como bajista y en los álbumes Confesiones de invierno y Pequeñas anécdotas sobre las instituciones. Integró Sui Generis en algunas actuaciones entre 1972 y 1974, entre ellas el festival BA Rock III de 1972.
Su tema «Gaby» fue incluido en el álbum Música del alma (1980) de García. Continuó su carrera como músico y compositor profesional.
En 1974 Correa grabó en la empresa Microfón su tema «Canción para elegir», con teclados de Charly García, publicado en el LP Rock para mis amigos Vol.4 (1975).
Carlos Piégari escribió la letra de varias canciones interpretadas luego por algunas de las bandas de Charly García, como «Natalio Ruiz», (Vida, 1972); «Tu alma te mira hoy» (PorSuiGieco, 1976), «Monoblock» (Sinfonías para adolescentes, 2000). También compuso la canción «Gaby», con música de Alejandro Correa, incluida en el álbum Música del alma (1980). Continuó su carrera como músico y escritor profesional. Francisco Paco Prati se mantuvo como baterista de Sui Generis, incluso cuando Charly y Nito fueron contratados para grabar el primer álbum. Participó en los álbumes de Sui Generis, Vida y Confesiones de invierno y en las actuaciones hasta fines de 1973, incluyendo el festival BA Rock III de 1972.
Luego integró la banda Nito Mestre y Los Desconocidos de Siempre. Se recibió de arquitecto y se dedicó a su profesión, sin abandonar la música, dedicándose al jazz.
A fines de 1971, el joven movimiento de rock argentino pasaba por un momento de recambio generacional, ya que acababan de separarse Almendra, Los Gatos y Manal (sus tres grupos fundacionales)
y sus exmiembros intentaban crear nuevas formaciones: Spinetta estaba fundando Pescado Rabioso; Pappo empezaba a ensayar con Pappo's Blues y Billy Bond. Luego de salir de la «colimba», ya en 1972, Charly conoció a María Rosa Yorio en el ABC. Empezaron a salir clandestinamente porque el músico tenía su novia oficial llamada Maggie, que trabajaba en el musical Hair,
obra emblemática del movimiento hippie. Pero un día María Rosa se cansó y le dijo que eligiera entre Maggie y ella. Charly la eligió a ella. Debido a la relación conflictiva que ambos tenían con sus familias, pronto se mudaron a una pensión en Aráoz y Soler (Palermo), y más tarde a otra un poco mejor en el céntrico barrio de San Telmo. Ninguno de los dos tenía una buena entrada económica así que fueron tiempos difíciles. Charly incluso tuvo que vender su amplificador para poder pagar la pensión.
Ese momento está reflejado en canciones como «Confesiones de invierno» («Me echó de su cuarto gritándome: “No tienes profesión”»), «Quizás porque» («Quizás porque no soy nada de eso es que estás aquí en mi lecho») y «Cuando comenzamos a nacer» («Y descubrís que amor es más que una noche y juntos ver amanecer»). Yorio por su parte sería la destinataria de gran cantidad de canciones de Charly, como «Rasguña las piedras», «Necesito», «Seminare», «Bubulina», «Dime quién me lo robó», «Pequeñas delicias de la vida conyugal» y «Antes de gira (tema para María)».
El libro Quién es la chica de Agustina Larrea y Tomás Balmaceda, dedica diecinueve páginas a las canciones de Charly García relacionadas con María Rosa Yorio.
Hacia mediados de 1972, después de incursionar por todas las compañías grabadoras y sufrir las miserias de la industria discográfica,
las insistentes gestiones de Pierre Bayona para obtener una oportunidad para el dúo, dieron finalmente resultado. Billy Bond y Jorge Álvarez (fundador del legendario sello Mandioca), acordaron una audición. Ambos quedaron satisfechos, aun cuando las letras adolescentes y el sonido acústico no terminaban de convencerlos, pero el desempeño de Charly y su maestría con el piano pasó por encima de cualquier reticencia que pudieran tener. Acordaron grabar un disco simple, con el tema «Canción para mi muerte», que los dejó maravillados y un álbum. La buena performance del dúo, permitió que Bayona lograra que Charly fuera contratado para acompañar en los teclados a Raúl Porchetto en su álbum debut, Cristo Rock, que a su vez convenció a Billy Bond para contratarlo para integrar su banda, La Pesada del Rock and Roll, en una gira por el país.
Finalmente, en octubre de 1972, Sui Generis lanzó su primer álbum, Vida, bajo el sello Talent Microfón y con la producción de Jorge Álvarez. Álvarez no estaba convencido del valor de grabar el disco y fue Billy Bond quien influyó decisivamente, haciendo la grabación en forma cuasi secreta.
El dúo contó con el acompañamiento de los ex-Manal, Claudio Gabis (guitarra eléctrica y armónica) y Alejandro Medina (bajo), Carlos Lito Lareu (guitarra), Jorge Pinchevsky (violín) y Francisco Prati (batería), quien venía de la banda Sui Generis, previa a la formación del dúo. Entre las principales canciones se encuentran «Canción para mi muerte» (lanzado también como simple), «Dime quién me lo robó» (sobre su crisis religiosa), «Necesito», «Quizás porque», «Natalio Ruiz» (letra de Carlos Piégari), «Mariel y el capitán», «Estación» y «Cuando comenzamos a nacer». Toda una serie de canciones que quedarían en el cancionero popular durante décadas, en especial «Canción para mi muerte», que fue elegida por la revista Rolling Stone (edición argentina) y la cadena MTV, como la canción #11 entre las 100 canciones más destacadas del rock argentino.
El biógrafo de Charly García, Sergio Marchi, relata de este modo el impacto que tuvo el lanzamiento del álbum:

Sui Generis tuvo un éxito fulminante. Vida, su primer disco, tenía canciones simples, accesibles y con letras que hablaban el lenguaje de la adolescencia. Charly acertó sin proponérselo: Sui Generis les enseñó a cantar a esos adolescentes, a partir de las propias dudas hechas canciones. Además, éstas podían ser tocadas con una guitarra criolla, por lo que el repertorio de Vida comenzó a animar fogones de
campamento, aumentando la felicidad de muchos jóvenes que lograban su primer éxito con la viola a partir de una canción de Sui Generis. Pero, a la distancia, lo que tal vez haya constituido la gran fortaleza del dúo era su facilidad para denunciar la hipocresía, la doble moral y el doble discurso de la sociedad argentina, en un lenguaje que cualquier adolescente podía entender. Fue como una clarificación de los códigos herméticos que hasta ese entonces manejó el rock, pero sin caer en la protesta desembozada o en una cosa panfletaria.
Sergio Marchi

Fito Páez, que tenía 9 años en ese momento reflexiona así:

Charly inventa una nueva manera de contar el mundo pop, renovándolo, refrescándolo y dándole gravedad y gracia. Antes estuvieron Manal, Los Gatos, Almendra, pero es Charly el que instala la idea pop en la gente. Esto es innegable. Lo ha hecho con una gracia muy divina y con
una originalidad única.
Fito Páez

A la vez, algunos roqueros históricos, salieron a criticar por «blandos» a esos dos adolescentes de aspecto desgarbado. Pappo dijo que Sui Géneris «ablandó la milanesa».
Spinetta también declaró que Sui Generis no le gustaba, porque le parecía una temática infantil (la asimiló a las canciones de María Elena Walsh).
Argentina transitaba en ese momento los instantes previos a una breve reconquista de la democracia sin proscripciones, con las elecciones de marzo de 1973, en un contexto de casi tres décadas de dictaduras. Esa generación ha sido conocida como «la generación setentista», caracterizada por un fuerte idealismo juvenil, con banderas como «la liberación», el Che Guevara, la militancia política y la revolución sexual. El pelo largo para los varones era una bandera generacional. Charly no tenía en ese momento ningún compromiso político definido, más allá de una fuerte rebeldía contra la hipocresía de los «adultos», los prejuicios sociales o las rigideces del sistema educativo,
pero no pasaba lo mismo con María Rosa Yorio, o con Jorge Álvarez, que tenían una postura definidamente de izquierda, que incluía la simpatía por las corrientes del peronismo revolucionario.
Musicalmente, desde 1967, se había ido desarrollado principalmente en Buenos Aires, una original corriente de «rock nacional», así llamada entonces, con letras en castellano, que tenía como exponente máximos hasta ese momento a Los Gatos liderada por Lito Nebbia, Manal (Medina-Gabis-Martínez) y Almendra, liderada por Luis Alberto Spinetta, sin desconocer la importancia de otras bandas decisivas, como Vox Dei y su histórica ópera La Biblia, Arco Iris, liderada por Gustavo Santaolalla y la línea «blusera» que encabezaba Pappo. Sui Generis comenzaba el camino de instalarse al mismo nivel, y Charly García a encumbrarse como máximo exponente del movimiento, junto a Spinetta.
El 16 de diciembre de 1972, Sui Generis tocó como trío (Charly, Nito y "Paco" Prati) en la tercera edición del Festival BA Rock de 1972 (B.A. Rock III), realizado en el Campo Las Malvinas del club Argentinos Juniors.
Interpretaron «Canción para mi muerte». Era la primera vez que actuaban para un público masivo. La actuación del trío fue filmada e incluida en la película Rock hasta que se ponga el sol, de Aníbal Uset, estrenada el 8 de febrero de 1973.
Entre noviembre de 1972 y abril de 1973 Sui Generis se volvió la banda de rock más popular de Argentina, especialmente entre los más jóvenes y muy especialmente entre las mujeres. En febrero de 1973 se estrenó la película Hasta que se ponga el sol. En marzo dieron un recital en el Colegio Lasalle (del que existe una versión grabada) y en abril, Sui Generis sorprendió a propios y extraños con una multitudinaria convocatoria de adolescentes al realizar su primer recital solos en el teatro Astral, uno de los más importantes de Buenos Aires, ubicado en la avenida Corrientes. Un artículo de ese momento, de la revista Pelo, destaca la presencia de «muchachas que no son las habituales dentro de los recitales, habían concurrido en racimos de cuatro o cinco», convocadas por canciones en las «que se entremezclan el amor de verdad, la ternura como auténtico gesto de entrega».
El éxito abrumador de «Canción para mi muerte» generó en ese momento una especie de malentendido temático y musical, que tendía a encasillar al dúo fuera del rock, dentro del género pop romántico. Nito Mestre reconocía esta situación en un reportaje de 1973:

Muchas chicas que nos vienen a hacer reportajes para revistas de colegios se asombran de que nosotros tengamos ideas políticas y otras cosas; muchas creen que nosotros somos personajes románticos, sufridos lectores de poesías o empedernidos intelectuales. El público en general cuando escucha nuestro show se asombra de no encontrar lo que esperaba, pero no se decepciona.
Nito Mestre

En octubre de 1973, Sui Generis lanzó su segundo álbum: Confesiones de invierno. La intención del álbum era dejar en claro ante su público que Sui Generis era una banda de rock y corregir todo malentendido sobre el perfil de la banda. «Nosotros no queremos defraudar al público», sintetizó Charly cuando explicaban en ese momento de qué se trataba el álbum.
Se trata de un disco mucho más cuidado que el primero, que debió ser grabado «a escondidas», cuando el sello no creía que Sui Generis pudiera tener éxito. «Fue un disco mucho más pulido», dice Mestre. En ese año ambos músicos habían crecido, ganaron en experiencia y adoptaron una conducta más profesional. El disco está grabado en ocho canales, en los estudios de RCA. Contrataron a Eduardo Zvetelman para que hiciera arreglos de orquesta y a Juan José Mosalini (1943-2022) para que tocara el bandoneón en «Cuando ya me empiece a quedar solo».
El título del álbum lleva el nombre de la canción del mismo título, un tema intimista que Charly le pidió a Nito ejecutarla solo, y que refleja los miedos y los sacrificios que implicaba lanzarse a la vida de artista, contra la opinión de su familia:

Me echó de su cuarto, gritándome
"No tienes profesión"
Tuve que enfrentarme a mi condición
En invierno no hay sol.

Y aunque digan que va a ser muy fácil
Es muy duro poder mejorar
Hace frío y me falta un abrigo
Y me pesa el hambre de esperar.
Confesiones de invierno

Al igual que en Vida, nuevamente el álbum está compuesto por canciones que pasaron casi en su totalidad al cancionero popular. En primer lugar «Rasguña las piedras», un desgarrador canto de libertad que la revista Rolling Stone y la cadena MTV, consideraron como la tercera mejor canción del rock argentino. La acompañan otros temas clásicos del cancionero de Charly García, como «Cuando ya me empiece a quedar solo», «Bienvenidos al tren», «Lunes otra vez», «Aprendizaje» y «Tribulaciones, lamentos y ocaso de un tonto rey imaginario, o no».
El disco tuvo una venta excepcional y ratificó que la masividad explosiva de Sui Generis del último año, no se debía a un malentendido, ni a un hit ocasional.
El éxito del álbum desvaneció los miedos y las inseguridades de Charly, sobre la posibilidad real de vivir de la música, volcadas en la canción que dio el título del álbum.
El 1 de julio de 1974 murió el presidente Juan D. Perón y el país entró en una espiral de violencia política. La Alianza Anticomunista Argentina (Triple A), financiada por la CIA y la logia italiana Propaganda Due y conducida por el ministro José López Rega, conocido como «el brujo» (Charly aludirá a él en «Canción de Alicia en el país») lanzó una campaña de persecución y exterminio de militantes, artistas e intelectuales señalados como «zurdos». Pero Charly, influenciado por Yorio, Álvarez y sobre todo por el escritor David Viñas, se había comprometido políticamente con las ideas del Partido Comunista Revolucionario, un desprendimiento del Partido Comunista que había adoptado una posición maoísta, que se notaría en sus temas.
Sobre fin de año Sui Generis lanzó su tercer álbum, Pequeñas anécdotas sobre las instituciones. La banda había dejado de ser un dúo y volvía a ser un cuarteto, integrado ahora también por Rinaldo Rafanelli en bajo y guitarras y Juan Rodríguez en batería.
El disco sorprendió a la crítica y a los fans, con un estilo de rock sinfónico, incluyendo instrumentos electrónicos novedosos para la época y una marcada temática de crítica política, sobre las «instituciones» básicas de la sociedad: la familia, los militares, la represión policial, la censura, los asesinatos políticos. García ha precisado que las instituciones «eran el Poder, los militares, bah, que se habían apropiado de las instituciones».
Se destacan canciones como «Instituciones», «El tuerto y los ciegos», «Para quien canto yo entonces» y «Las increíbles aventuras del Sr. Tijeras».

"Oye hijo las cosas están de este modo,
una radio en mi cuarto me lo dice todo".
¡No preguntes más!
"Tenes sábados, hembras y televisores,
tenés días para dar aún sin los pantalones."
¡No preguntes más!
«Instituciones»

El proyecto original del álbum tenía una frontalidad política que fue moderada a instancias de Jorge Álvarez (director del sello Talent), por seguridad, para evitar que Sui Generis entrara en la lista de amenazas de muerte de la Triple A.
Algunas letras fueron modificadas y dos temas fueron excluidos, «Botas locas» y «Juan Represión». Al año siguiente Sui Generis realizó un recital en Uruguay, que estaba gobernada por una dictadura cívico-militar, con los temas y letras originales. Charly y Nito y el resto de la banda, fueron detenidos ilegalmente en Uruguay, que entonces gobernada por una dictadura, golpeados e interrogados por los servicios de inteligencia, sin permitirles contar con asesoramiento legal ni comunicarse con la embajada argentina.
Veinte años después, cuando el álbum fue reeditado por Microfón en formato digital, se incluyeron, como bonus tracks los dos temas eliminados en 1974.
Musicalmente, el álbum mostraba un cambio estilístico de fondo, más complejo, conceptual y orientado al rock sinfónico.
De algún modo «Instituciones» significaba volver al estilo original de Sui Generis, antes del dúo, cuando seguía el modelo de Vanilla Fudge.
Contaba además con los coros de María Rosa Yorio, y aportes de músicos invitados como
Carlos Cutaia (órgano Hammond),
León Gieco (armónica),
David Lebón,
Oscar Moro (batería),
Jorge Pinchevsky (violín),
Alejandro Correa (bajo eléctrico) y
Billy Bond (coros).
Por su lado, Charly empezó a comprar teclados más caros:
- un piano eléctrico Rhodes,
- un mini Moog,
- un clavinet Hohner,

Yamaha Strings (un ensamble de cuerdas),
ensamble de cuerdas ARP Solina Strings (que todos sus fans creían que era un melotrón.

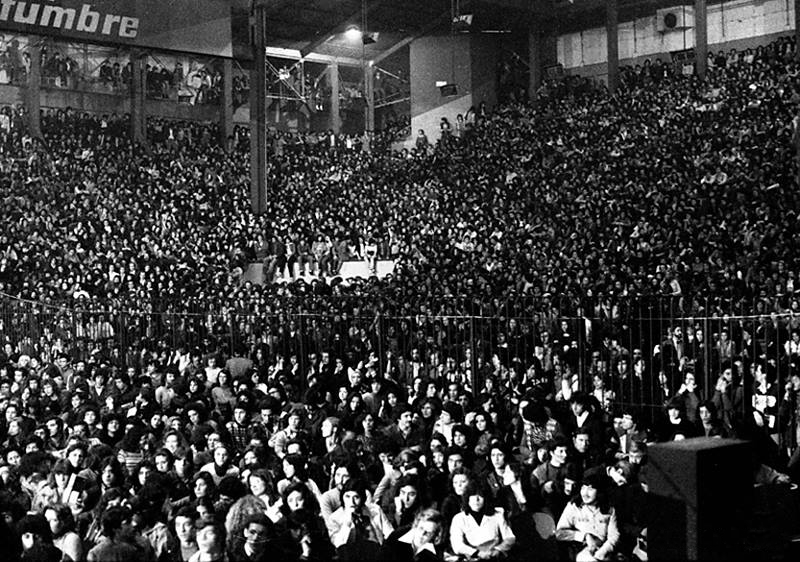
El público del histórico concierto Adiós Sui Géneris en el Luna Park.

El disco fue muy elogiado aunque no vendió como se esperaba. Al público y a los productores les costaba entender la evolución musical de Charly y le exigían volver al estilo acústico y sencillo de los dos primeros álbumes. Por otra parte tanto García como Mestre y el resto de la banda, habían comenzado a consumir ácido lisérgico. Charly decidió entonces realizar un nuevo álbum conceptual alrededor de la psicodelia y pensó en un nombre: Ha sido (un juego de palabras por ‘ácido’). La banda llegó a grabar todo el álbum, pero los managers y productores se negaron a editarlo, presionando para que el grupo volviera a las baladas iniciales que tenían asegurado el éxito comercial. Finalmente tuvieron que resignarse a lanzar un EP (extended play, un vinilo más corto que un long play y más largo que un simple), con uno solo de los temas del álbum nuevo («Alto en la torre») y tres temas de los álbumes anteriores.
El contenido completo y las grabaciones del frustrado álbum Ha sido nunca han sido dados a conocer públicamente. Se sabe que al menos lo integraban
«Entra eléctrico»,
«Nena (Eiti Leda)»,
«Bubulina»,
«Fabricante de mentiras» y, probablemente, también
«La fuga del paralítico», un instrumental de Rinaldo Rafanelli.

Jamás llegué a entender por qué Ha sido no se editó; porque lo grabamos y todo. Era una cosa muy loca, con letras de Charly que hablaban de los gusanos de la mente de la gente. Eso sí: no era Sui Generis tal cual se lo conoció.
Rinaldo Rafanelli

La frustración de Charly por no poder lanzar el cuarto álbum fue decisiva para tomar la decisión de abandonar Sui Generis, lo que desde ya significaba disolver el grupo. El ciclo estaba cumplido y era evidente también para Nito.
Para los fans y el mundo del rock fue un baldazo de agua fría. Los empresarios pusieron el grito en el cielo y llegaron a recriminarle que era un «boludo» que estaba «matando la gallina de los huevos de oro».
Como transacción, la empresa le propuso a García hacer un recital de despedida en el Luna Park, el estadio cubierto más grande del país, algo que ningún artista de rock argentino siquiera soñaba. La propuesta se completó con la propuesta de filmar el recital en vivo y realizar una película.
La ciudad fue empapelada con carteles publicitarios con la leyenda «Adiós Sui Géneris» sobre los que multitud de jóvenes llenos de incredulidad y dolor, escribían «¿Por qué se separan?».
La convocatoria superó todas las expectativas y se resolvió realizar un segundo recital, inmediatamente después del primero. Adiós Sui Géneris fue un espectáculo que reunió a más de veinticinco mil personas y plantó un récord de público para el rock nacional que tardaría mucho en ser superado. En el recital se tocaron varios de los temas de Ha sido, como «Nena (Eiti Leda)», «Bubulina», «Fabricante de mentiras», y temas «censurados» como «Botas locas» y «El fantasma de Canterville». Antes de finalizar el año, Talent lanzó la grabación del recital, en un álbum doble con el título Adiós Sui Géneris, parte I & parte II. En 1996, se lanzó una tercera parte, Adiós Sui Géneris volumen III.
Cuenta Nito Mestre que luego del recital él se fue a vivir con Charly y María Rosa, para preparar sus próximos proyectos:

Nos fuimos a vivir a un hotel que todavía existe y está igual: el Impala, en Arenales y Libertad. Ahí estuvimos dos meses y medio, en el segundo piso, cada uno en su cuarto. Charly armó La Máquina de Hacer Pájaros y yo los Desconocidos de Siempre. Yo le mostraba a Charly mis cosas mientras él cruzaba de habitación a grabar «Cómo mata el viento norte» que está en el primer disco de la Máquina.
Nito Mestre

El 24 de marzo de 1976 un golpe de Estado instaló en el poder una dictadura cívico-militar, que impuso un régimen de terrorismo de Estado que causó miles de desapariciones, asesinatos, secuestros, torturas, violaciones, robos de bebés y exilios, con una red de centros clandestinos de detención y grupos de tareas, en lo que se recuerda como «la más grande tragedia de nuestra historia y la más salvaje» (prólogo al informe Nunca más).
El 2 de septiembre de 1976 se estrenó Adiós Sui Géneris, la película, dirigida por Bebe Kamin, con producción y supervisión de Leopoldo Torre Nilsson, con la calificación «prohibida para menores de 18 años».
Sui Géneris ya era una cosa del pasado y Charly había comenzado a incursionar por otros caminos de la música. A la vez, empezó a ir al psicoanalista porque se seguía sintiendo muy angustiado. Se pasaba todo el día encerrado en su departamento, tocando y componiendo, prácticamente sin hablar con nadie.

### 1974-1975: PorSuiGieco
En 1974, cuando Charly García había alcanzado el reconocimiento generalizado del mundo del rock y disfrutaba la popularidad masiva alcanzada con Sui Generis, surgió la propuesta de formar una superbanda de músicos del llamado «rock acústico» para realizar una gira sin un proyecto musical formal, sino para «compartir buenos momentos, divertirnos tocando y cantando». Charly García, Raúl Porchetto, Nito Mestre, León Gieco y María Rosa Yorio formaron PorSuiGieco y su Banda de Avestruces Domadas. El nombre reúne a los hombres pero omite a la única mujer, una de las pocas que actuaba en aquel momento en el rock argentino. La banda tomó como referencia lo que estaban haciendo en Norteamérica artistas como David Crosby, Stephen Stills, Graham Nash y Neil Young, con Crosby, Stills, Nash & Young, uno de los modelos musicales/corales de Charly García, desde su etapa de músico escolar.
En el mes de mayo PorSuiGieco inició su actividad como grupo con un recital en el Auditorio Kraft, ubicado en la calle Florida.
En julio de 1974 realizó una gira por la provincia de Buenos Aires, presentándose en Bahía Blanca, Tandil y Mar del Plata.
El 5 de julio de 1975 volvieron a presentarse en Tandil.
En 1976, cuando Sui Generis ya se había separado y tras varias postergaciones y problemas, grabaron un disco con el nombre del grupo, PorSuiGieco. El disco padeció de la presión a la autocensura que imponía la acción de la Alianza Anticomunista Argentina (Triple A) y los grupos de tareas golpistas que preparaban el derrocamiento del gobierno constitucional. Debió ser editado sin el tema «El fantasma de Canterville», que de todos modos fue incluido sin estar anunciado en el sobre interno. Años más tarde, en 2002, una reedición del disco en formato CD, pondría las cosas en su lugar. El folk acústico de la propuesta original derivó en un estilo más eléctrico y elaborado, aunque sin perder la frescura que caracterizó a la agrupación.

### 1976-1977: La Máquina de Hacer Pájaros

García tocando junto a La Máquina de Hacer Pájaros en el Luna Park.

Después de grabar el álbum PorSuiGieco, el siguiente proyecto de García fue La Máquina de Hacer Pájaros (nombre que tomó de una historieta del dibujante e historietista argentino Crist) con Carlos Cutaia (teclados), Gustavo Bazterrica (guitarra y coros), José Luis Fernández (bajo y coros) y Oscar Moro (batería y percusión).
La Máquina fue el intento más complejo y profundo de rock sinfónico en la Argentina, y en él, García introdujo la novedad de dos tecladistas simultáneos. Esta banda fue una de las bandas argentinas más trabajadas en cuanto a su sonido, el grupo no fue bien recibido por la crítica y el público.
La dictadura instalada el 24 de marzo de 1976 había instalado un régimen de terror en el que nadie estaba a salvo. Charly sentía miedo y salía a la calle lo menos posible, creía que en cualquier momento su nombre integraría las listas negras.
Debutaron en Cosquín, donde estrenaron algunos temas que luego compondrían el disco que llevó el mismo nombre de la banda, durante varios meses, de jueves a domingo, se presentaban en La Bola Loca, el boliche de Atilio Stampone que alberga cada noche a más de doscientas personas para poder verlos tocar en vivo.
En julio de 1976 María Rosa quedó embarazada y en marzo de 1977 dio a luz a Miguel Ángel García. A pesar de la llegada del bebé, las cosas en el matrimonio no andaban nada bien. Charly García estaba muy embalado en sus proyectos, solo prestaba atención a su música y ella se sentía sola. A los pocos meses decidieron separarse. No pasó mucho tiempo para que María Rosa encontrara una nueva compañía: nada menos que Nito Mestre, el mejor amigo de Charly.
Durante ese invierno, La Máquina se reunió en un sótano que cada vez que llovía se inundaba, para dar forma a un segundo disco: Películas. En su momento tenían un extraño récord, su primer disco había sido el más caro de la historia en Argentina, porque había costado más del doble que la producción de un disco común.[cita requerida]
En 1977 acudió a una entrevista del diario La Opinión, el cual reunía a personalidades argentinas de diversos géneros. Allí García fue acusado de hacer música «extranjerizante» y «que nada tenía que ver con el sentir nacional», aparte de no contar con «la calidad de los viejos tangos» y que «en 20 años nadie lo recordaría». Esta experiencia haría que García compusiera «Los sobrevivientes» y «A los jóvenes de ayer».
En el Festival del Amor fue la última presentación de La Máquina, en un colmado Luna Park, el 11 de noviembre de 1977, donde compartieron el escenario con Nito Mestre, León Gieco, Raúl Porchetto, Gustavo Santaolalla, los hermanos Makaroff, entre otros.
A García le costaba acostumbrarse a esa nueva vida de padre, alejado de María Rosa. En ese momento difícil conoció a Marisa Zoca Pederneiras, una bailarina brasileña del ballet de Oscar Araiz. Zoca sería su mujer hasta fines de los años ochenta y la inspiradora de varias de sus canciones, como «Zocacola» y «Ella adivinó».

### 1978-1982: Serú Girán
Los roces entre Charly y el resto del grupo en La Máquina (especialmente con los más jóvenes), se fueron acentuando poco a poco. Se sucedían los conciertos y con ellos los cuestionamientos, ahora a García (principalmente por su comportamiento en el escenario). Tras las peleas, Charly García tomó la determinación de dejar la banda en 1977 y viajar a Brasil con David Lebón, su amigo desde la época de Sui Géneris. Con el dinero recaudado en el Festival del Amor (Luna Park, 11 de noviembre de 1977) alquilaron una casa por tres meses en Búzios, al norte de Río de Janeiro. La elección del lugar se debió a la necesidad de García de estar cerca de su novia Zoca Pederneira y, de paso, para escapar a la noche represiva de la dictadura militar que gobernaba la Argentina. En San Pablo, Charly conoció a los padres de Zoca. Los Pederneira eran una familia de artistas, y se quedaron fascinados con Charly. Artísticamente hablando, García fue influenciado por ciertos artistas brasileños, sobre todo Milton Nascimento.
A pesar de los éxitos comerciales de Sui Géneris, Charly era indigente. En 1978 vivió con Zoca en Brasil una vida centrada en la naturaleza, la pesca y la recolección de frutas. Charly estaba ahora decidido a formar una nueva banda, pero él todavía estaba en la ruina. Haciendo su camino de retorno a Buenos Aires, comenzó una nueva búsqueda de compañeros para banda. Charly necesitaba un bajista y un baterista, y se encuentran en un concierto de Pastoral. Allí se contrató a un bajista talentoso de 19 años de edad, Pedro Aznar, además de su antiguo compañero de La Máquina, el baterista Oscar Moro. La banda estaba integrada por Charly García (voz, teclados), David Lebón (voz, guitarras), Pedro Aznar (bajo, voz), y Oscar Moro (batería). Charly y David eran los compositores principales.
Charly García ahora tenía una banda completa, pero todavía le faltaba dinero. En 1978, Billy Bond se reencontró en San Pablo con García y Lebón, que le estaban dando forma a Serú Girán. Billy les produjo el disco de ese nombre, haciéndoles firmar un contrato leonino. No satisfecho con esto, Bond tomó algunas pistas grabadas por la banda y descartadas para Serú Girán, agregó encima su voz y las usó para Billy Bond and the Jets, un disco editado en 1979 que pasó desapercibido en aquella época. En este álbum se encuentran las canciones «Loco (no te sobra una moneda)», el irónico tema disco «Discoshock» (ambas de García) y una nueva versión funky de «Treinta y dos macetas», del célebre primer trabajo solista de David Lebón, aquí renombrada «Toda la gente». Luego dicha formación se desarmó y queda conformada Serú Girán, con melodías virtuosas y letras que entre la ironía y la angustia retrataron la situación bajo la dictadura argentina. La popularidad de este grupo también se vio reflejada en las ―ahora tradicionales― encuestas de la revista Pelo. Serú Girán ganó las categorías de mejor guitarrista, mejor tecladista, mejor bajista, mejor baterista, mejor compositor (García) y mejor grupo en vivo en los años 1978, 1979, 1980 y 1981. A esto se le agrega grupo revelación 1978; mejor cantante (Lebón) 1980 y 1981; mejor tema 1978 (Seminare) y 1981 (Peperina) y mejor álbum 1978 (Serú Giran).
Aunque la banda regresó a Buenos Aires con grandes expectativas para el nuevo proyecto de Charly García, los comienzos fueron difíciles, era 1978 y el primer disco no convencía a un público escéptico. El primer concierto de la banda fue mal recibido, ya que el público esperaba una nueva encarnación de Sui Generis. Al día siguiente, el OP especializado de prensa denomina a Serú Girán como la peor banda en Argentina y acusó a David Lebón de que su voz en sus canciones sonaba homosexual, la relación de la banda con algunos medios de comunicación no fue cordial. Un número de la popular revista argentina llamada Gente publicó un artículo despectivo titulado «Charly García: ¿ídolo o qué?». A pesar de la fría recepción, los miembros de Serú Girán estaban convencidos de que tenían un buen proyecto y persistieron.
Serú Girán continuó durante el año 1979 y evolucionó notablemente. Su nuevo disco fue titulado La grasa de las capitales y su portada era una parodia de la revista Gente. El público le dio al álbum una recepción entusiasta. Las presentaciones de la banda fueron resultando cada vez mejores, y finalmente se llevaron a cabo en lugares más grandes.
Las expectativas eran altas en 1980 para el nuevo disco de larga duración, que se llamaría Bicicleta, un nombre que Charly había favorecido para la banda, pero que fue rechazado por los demás miembros. La banda sonaba más madura en este disco. «Canción de Alicia en el país» estableció una analogía extraña entre la historia de Lewis Carroll y el gobierno militar argentino, superando la censura del PRN por su simbolismo críptico que pocos descifraban.
Patricia Perea, una estudiante de 18 años que trabajaba como corresponsal de la revista El Expreso Imaginario, cubrió un concierto de Serú Girán y los criticó fuertemente después de que ellos tocaran en Córdoba, alegando que sus actuaciones en el interior eran inferiores a los que ofrecían en la Capital Federal. Serú Girán se vengó de Perea a través de su cuarto LP: Peperina, que era su apodo, con una canción sobre ella, que también fue llamada «Peperina». La historia fue posteriormente ficcionalizada en una película homónima protagonizada por Andrea del Boca. El álbum llevaba un mensaje político. La canción «José Mercado» era una clara referencia a José Martínez de Hoz, ministro de economía.
En enero de 1981 Aznar fue convocado por el guitarrista estadounidense Pat Metheny para incorporarse a su banda. Acordaron encontrarse en Estados Unidos, ya que Pedro viajaría al año siguiente para estudiar en el Berklee College of Music. Este hecho marcaría el final de la banda. El 5 y 6 de marzo de 1982 se hicieron dos recitales para despedir a Pedro Aznar, sin saber que sería la despedida de Serú Girán hasta diez años después. Los emotivos recitales fueron grabados y el resultado fue el quinto disco de la banda No llores por mí, Argentina. Ese año, García inició su carrera solista.
En 2019, en un vídeo filmado junto con Pedro Aznar y David Lebón, los miembros vivos de Serú anunciaron la remasterización del disco La grasa de las capitales.

### Carrera como solista

#### 1982-1984: Trilogía consagratoria
En 1982, la Argentina estaba en un proceso de cambio político. Después de la guerra de las Malvinas en junio, estalló el caos social y el gobierno militar perdió parte de su poder. Ese año García debutó como solista, hizo la banda sonora de Pubis angelical, película de Raúl de la Torre, adaptada de la novela de Manuel Puig, también guionista. El material salió ese año editado en un álbum doble junto a Yendo de la cama al living. Ayudado por la difusión que se le daba en ese momento al rock nacional a través de los medios de comunicación (durante la Guerra de Malvinas estaba prohibido pasar música en inglés), el disco tuvo una gran recepción en el público. Se trata de un disco de transición en el que baladas tradicionales como «Inconsciente colectivo» coexisten junto a canciones de pop moderno como la que da nombre al disco, «Yo no quiero volverme tan loco» o la casi improvisada «Peluca telefónica».
Para este trabajo, la banda estaba formada por
Willy Iturri en batería,
Gustavo Bazterrica en guitarra,
Cachorro López en bajo eléctrico y
Andrés Calamaro en teclados.
Los tres últimos eran al mismo tiempo integrantes de Los Abuelos de la Nada y esta banda fue una influencia directa para García. Desde el regreso de Miguel Abuelo al país venía usando el nombre de su vieja banda de siempre para esta nueva formación con la que se propuso popularizar el estilo new wave en la Argentina, con fusión de ritmos latinos y algunos ritmos reggae.
Desde sus primeros shows en 1981, los nuevos Abuelos de la Nada, adoptaron un estilo alegre, descontracturado y pop, a tono con el movimiento de la música divertida de inicios de los años '80. Rápidamente se volverían uno de los grupos principales del rock nacional de los '80, gracias a sus temas pegadizos y al excelso dúo artístico conformado por Miguel Abuelo y el joven Andrés Calamaro. En junio de 1982, grabaron su primer álbum homónimo producido por Charly García. García no hacía mucho que había compuesto Mientras miro las nuevas olas, y su opinión de la new wave seguía siendo negativa. Durante la grabación, las peleas entre Miguel y Charly eran constantes, lo que provocaba situaciones incómodas para el grupo. Sin embargo, en el ambiente de transición democrática, el disco resultó ser un éxito en las ventas y en la difusión radial, sobre todo por el hit Sin Gamulán, compuesto por Andrés Calamaro. El trabajo con Los Abuelos de la Nada terminó cambiando el enfoque de Charly García, quien en Yendo de la cama al living llega a una síntesis entre su estilo anterior y el pop divertido que pedían los nuevos tiempos.
Este material fue presentado en un imponente recital (ante 25.000 personas) en el estadio de Ferrocarril Oeste, el 26 de diciembre de 1982, donde también interpretó el que sería otro de sus éxitos críticos, «Los Dinosaurios», metáfora del PRN y los miles de personas desaparecidas. En ese mismo show de Ferro, y como reconocimiento e intento de inauguración de una escena, llevó como teloneros a Los Abuelos de la Nada junto con el incipiente Suéter, aunque este último fue muy mal recibido, con insultos y objetos arrojados al escenario. En 1983 García hizo su primer viaje a Nueva York. Ni bien llegó se cortó el pelo, renunciando a la típica imagen hippie y rockera que era la norma en el rock argentino. Guiado por Pedro Aznar y por la fotógrafa Ada Moreno, su amiga desde la época de Sui Generis, comenzó a transitar la movida cultural de Manhattan.
Alquiló una sala en el estudio de grabación Electric Lady, creado por Jimi Hendrix, y contrató al productor Joe Blaney, que había producido el que era su disco de cabecera en esos días: "Sandinista!" de The Clash. Según su relato: «Fui a comprar instrumentos y no tenía ni idea de que iba a grabar un disco, pero sentí una buenísima onda, así que pensé que iba a ser muy bueno quedarme un tiempo y curtir ahí, tener amigos, ir a clubes, tratar de tocar con alguien y todo eso. Empecé a trabajar y a hacer cosas en mi casa, con grabadores, y después encontré un tipo que mata, que se llama Joe Blaney, que venía de grabar con los Clash y se copó mucho conmigo, y encaramos el proyecto de grabar en estudios grandes con poca plata y mucha onda».
El resultado fue el álbum Clics modernos.
Este nuevo trabajo presenta un giro en la música de García, con la introducción de ritmos bailables, canciones más cortas y por momentos más irreverentes, acordes a los aires de renovación que empezaron a llegar con la apertura democrática. Canciones que reflexionaban lúcidamente sobre el pasado inmediato, como «Los dinosaurios» y «Plateado sobre plateado», convivían con «Nos siguen pegando abajo (Pecado mortal)» y «No me dejan salir» cuyos ritmos bailables llegarían incluso a las pistas de las discotecas, terreno hasta ese momento vedado al rock nacional.
Este material fue editado en noviembre de 1983, a poco menos de un mes de la asunción del gobierno democrático. Previo a ello, un mes antes, García también había producido "La dicha en movimiento", el primer disco de Los Twist, banda a la que había visto tocar en el café Einstein y que le habían sorprendido por su propuesta humorística. Charly resaltó este aspecto, dotándolos de detalles de sonido para que sonaran vintage, como a banda comercial de los años sesenta.
Por último, en 1983, produjo Hotel Calamaro, el primer disco solista de Andrés Calamaro, con una propuesta de pop simple y bailable y producción mínima, que marcaría tendencia en los años de auge comercial del rock argentino.
Argentina entró en diciembre de 1983 en una nueva etapa de su historia, con la inauguración del gobierno democrático de Raúl Alfonsín. Como si fuera un símbolo, la ceremonia del traspaso de mando y asunción de las autoridades democráticas, se dio en los mismos días en que se editaba, con enorme éxito, Clics modernos.
Clics modernos fue presentado los días 15, 16, 17 y 18 de diciembre en el estadio Luna Park, con una banda integrada por músicos de Los Twist, como
Daniel Melingo (saxo),
Fabiana Cantilo (coros), además de
Pablo Guyot (guitarra),
Alfredo Toth (bajo),
Willy Iturri (batería), y un joven rosarino en los teclados: Fito Páez.
El disco no fue, en principio, bien entendido por el público. Recibió críticas por incluir (por primera vez en la carrera de García) temas «bailables», es decir: el ritmo tomaba otra dimensión, recortando las letras, hasta entonces concepto primordial del rock nacional. Tuvo un reconocimiento más tardío. La trilogía esencial de García se completa con Piano Bar, un álbum grabado en los estudios ION, en directo, con un mínimo uso de sobregrabaciones, que tiene en «Demoliendo hoteles», la balada «Promesas sobre el bidet», «Rap del exilio», y «Cerca de la revolución» sus máximos logros. Es un disco con mucho de new wave en sus ritmos, pero un poco menos bailable e incluso con ciertos matices más experimentales.

#### 1986-1987:TangoyParte de la religión
Luego de 1984 no grabó ningún disco. (Se editó una recopilación, Grandes éxitos).
Quedó incompleto un proyecto con Luis Alberto Spinetta (Spinetta/García). El disco se llamaría Cómo conseguir chicas (título que luego García utilizaría para un álbum propio), y la prensa local se entusiasmó mucho con el proyecto, el cual era muy aguardado. Ambos músicos llegaron, incluso, a hacer un adelanto tocando en vivo en el programa televisivo Cable a Tierra, que se emitía por ATC, la que a la postre terminaría siendo la única canción resultante del proyecto: Rezo por vos. Finalmente el proyecto fue abandonado por motivos que nunca quedaron en claro. Charly García grabó, en 1986, otro proyecto en colaboración, pero de alcance más acotado: Tango, junto a Pedro Aznar. Sólo seis canciones, de las cuales se elegiría como tema de difusión la bailable Hablando a tu corazón, que García había compuesto con miras al álbum con Spinetta. Su difusión fue muy escasa, pese a que dio la impresión de que el proyecto daba para más. El proyecto Tango terminó cuando se sucedieron incidentes en una presentación en San Miguel de Tucumán, que provocaron la cancelación de dos shows que Tango tenía programados en Obras en mayo de 1986.
Paralelamente, renovó su banda, entonces integrada por
Richard Coleman (guitarra),
Christian Basso (bajo),
Fernando Samalea (batería), e hizo volver a
Andrés Calamaro y
Daniel Melingo.
Con ellos giró por Chile, Brasil y España. Esta agrupación se denominaba Las Ligas.
En 1987 llegó el álbum Parte de la religión, que incluía, además de su propia versión de «Rezo por vos» (que había compuesto con Spinetta), canciones de inocultable influencia de Prince como el tema de difusión «No voy en tren» o «Buscando un símbolo de paz». El mismo título de esta canción parece inspirado en Sign o’ the times, el disco de Prince editado apenas dos meses antes de Parte de la religión, y en cuya gráfica la letra O era reemplazada por un símbolo de paz. En dicha canción, además del ritmo funky, hay un solo de guitarra de David Lebón claramente inspirado en el estilo guitarrístico de Prince.
En sus declaraciones públicas de la época, García no intentaba ocultar nada ni dejaba ningún lugar a dudas: cuando le preguntaron por la influencia de Prince en su música respondió «Yo le copio a Prince mucho antes que Fito, Fito después que yo. Prince es divino».
Ya para las presentaciones en vivo, en julio, la banda que lo acompañaba era nueva:
Carlos García López en guitarra,
Fernando Lupano en bajo,
Fernando Samalea en batería,
Fabián Quintiero y
Alfi Martins en teclados y nuevamente
Fabiana Cantilo en los coros.
A García le ofrecieron un papel de reparto (interpretando a un enfermero) en una película de la que también compondría la banda sonora. Lo que vendrá, intento de novela futurista de Gustavo Mosquera, contó con la participación de Hugo Soto y Juan Leyrado. Curiosamente, García ganaría un premio en Nueva York como mejor actor de reparto. En toda la película Charly García conducía un vehículo, algo que jamás pudo hacer en la vida real. Tras componer la banda de sonido de la película, trabajó en su siguiente trabajo solista, un álbum bautizado como el abortado proyecto con Spinetta, Cómo conseguir chicas (1989), esencialmente un trabajo de recopilación de canciones sueltas, que García, por diversos motivos, nunca había grabado.
Contó con invitados como el brasilero Herbert Vianna (de Os Paralamas do Sucesso) y el violinista indio L. Shankar. El tema de difusión es «Fanky», un tema conocido por el público ya que desde el año anterior, sonaba (en versión instrumental) en la apertura del programa televisivo de Antonio Gasalla. «Fanky» es una castellanización de "funky" y resulta clarísima la influencia del sonido de Prince en esta canción. También incluye una canción titulada «Shisyastawuman» (una transliteración directa deliberadamente de she is just a woman: ‘ella es solo una mujer’), la primera canción grabada por García en inglés que fue escrita para una mujer. La mujer lo abandonó después de escuchar la canción, al igual que David Lebón le había advertido años atrás. Una canción llamada «Zocacola» que Charly había dedicado a Zoca también se incluyó en este LP. Un par de meses después de que el disco fue lanzado, Zoca lo abandonó y se volvió a su Brasil natal.
García había cambiado. Físicamente, parecía más viejo. Su música era oscura, y el García de antes había desaparecido. Ahora incluía temas de ritmos y letras violentos, como «No toquen», o un estilo depresivo y oscuro, como se muestra en «No me verás en el subte». Tiempos adversos se avecinaban.

#### 1990-1995: los días de exceso
En 1990, Charly se quedó sin banda. El tecladista Fabián Zorrito von Quintiero, se había ido a tocar el bajo en Los Ratones Paranoicos.
Hilda Lizarazu (excantante de Suéter que había ingresado a la banda para la gira internacional en 1989/1990) y Carlos García López comenzaron un grupo llamado Man Ray. Charly ahora estaba solo. Para su nuevo disco, Filosofía barata y zapatos de goma, llamó a muchos de sus viejos amigos, quienes ayudaron a grabar la mayoría de las canciones. Ayudaron, entre otros, Andrés Calamaro, Rinaldo Rafanelli, Fabiana Cantilo, Nito Mestre, Pedro Aznar, Fabián von Quintiero e incluso Hilda Lizarazu. Para poder lanzar el disco, García debió enfrentar un juicio por «ofensa a los símbolos patrios» ya que ese LP incluía una versión del Himno nacional argentino, que generó un amplio debate, e incluso denuncias penales y una descalificadora crítica de la esposa del presidente Carlos Menem. Finalmente, terminó siendo autorizada por los tribunales y con el tiempo se convirtió en la versión más utilizada por las radios a la medianoche.
Entre enero y abril de 1991 se grabó Radio Pinti, un disco compuesto por Charly García y Pedro Aznar junto al humorista Enrique Pinti (1939-2022), quien se encargó de los raps y la locución. Contó con la participación de los Illya Kuryaki and the Valderramas. Por esa época, la colaboración con Pedro Aznar era continua y García le propuso a Gustavo Cerati grabar un álbum como trío (García - Aznar - Cerati). Propuso titularlo Tango 3 , como una evolución del disco a dúo Tango que García y Aznar habían editado en 1986. Este proyecto nunca se consumó. Tiempo después, tras fallecer Cerati, Charly confesó que habían llegado a tocar juntos, pero que el álbum no se había concretado porque lo internaron a él.Esta internación, que duró tres meses, tuvo lugar a partir de agosto de 1991 en la clínica psiquiátrica "Villa Guadalupe" de Palermo en el marco del Programa de rehabilitación Andrés. El intento de rehabilitación no tuvo ningún éxito y García terminó involucrado en una pelea pública con el director del Programa, Pastor Carlos Novelli. en el último momento del tratamiento, García fue habilitado, como forma de hacer terapia, para ir a la casa de Aznar y ahí ambos músicos grabaron otro disco a dúo que se editó bajo el título de Tango 4.
En octubre abandonó la internación. A partir de ese momento se dedicó a promocionar el disco con distintas apariciones televisivasal mismo tiempo que preparaba el concierto de regreso de Serú Girán.
En el verano de 1993, Charly García protagonizó un nuevo escándalo en Punta del Este cuando se negó a pagar la cuenta de un restaurante por considerarla excesiva, destrozó el lugar y luego fue detenido por cinco horas. Los dueños del local retiraron la denuncia poco después. En ese momento la prensa habló de una nueva internación en un centro para adictos en las afueras de Buenos Aires, pero no hay constancia de que la misma se haya efectivizado. Ese mismo año fue contratado por el director cinematográfico Raúl De la Torre para componer la banda de sonido de la película Funes, un gran amor. En la banda de sonido que se escucha en la película se encuentran canciones como «Fifteen forever» y el tango «Naranjo en flor» (cantado por Jairo), pero nunca tuvo edición discográfica en ningún soporte independiente a la película.
En julio de 1994 se lanza el álbum La hija de la lágrima. Charly García intentó darle el formato de una ópera rock, incluyendo muchas capas de sintetizadores y extensos pasajes instrumentales junto a canciones convencionales destinadas a la radiodifusión, como «"La sal no sala"» (junto a Juanse) y «Fax U».En septiembre, García presentó el álbum en diez funciones colmadas del Gran Rex. 
En ese año 1994, la Copa Mundial de Fútbol se jugaba en los Estados Unidos. El legendario jugador de fútbol Diego Armando Maradona fue suspendido por la FIFA tras dar positivo de efedrina en un control antidopaje. Después de eso, la Selección Argentina perdió dos partidos consecutivos y fue eliminado de la Copa del Mundo. Según un extendido aunque inverificable mito, cuando el último partido estaba a punto de terminar, Charly habría llamado a Maradona por su teléfono celular y le habría cantado en vivo el «Maradona blues», una canción que compuso junto a Claudio Gabis la misma noche en que Maradona recibió la sanción.
En noviembre del mismo año, Charly fue internado por la fuerza en la clínica psiquiátrica Aghalma a pedido de su madre. Allí conoció al musicoterapeuta Esteban Japas, quien lo atendió y lo hizo participar de las sesiones de musicoterapia. Estaba muy alterado, y su estado de ánimo no varió al abandonar el establecimiento. Cuando fue dado de alta estuvo una semana en Buenos Aires y después partió de vacaciones a Río de Janeiro. La consigna era mejorarse. Quedó encantado con un paseo en ala delta, con el que sobrevoló los morros.
De regreso, embarcó a su banda en un set de temas ajenos (temas de The Beatles, Bob Dylan, The Rolling Stones y Eurythmics). Esta nueva versión de su banda -aunque con los mismos músicos- fue bautizada Casandra Lange y la presentó en vivo en el último programa de Ritmo de la Noche, el ciclo de música y entretenimiento que desde 1991 venía conduciendo Marcelo Tinelli.En enero de 1995 comenzó a girar con esa banda y ese repertorio por la costa argentina. El 26 de enero, tras una actuación en San Bernardo, viajaron a Chile en un Lear Jet con la inscripción Casandra Lange en el costado, actuaron en el Festival de la Playa de Ritoque, al norte de Santiago, y volvieron el mismo día para llegar, al día siguiente, a actuar en el Festival Internacional de la Canción, en el Estadio Mundialista de Mar del Plata. Se grabaron en vivo todos los shows de los balnearios de la costa y fueron editados bajo el título de Estaba en llamas cuando me acosté. La placa tiene once covers y solamente dos canciones propias.

#### 1996-1999: eraSay no More
En 1996 editó Say no More, álbum que reúne temas del autor con obras instrumentales que habían sido escritas para la película Geisha, pero no fueron incluidas en la banda sonora por diferencias con el director.
Este trabajo marcó un concepto nuevo para García, con el que atraería a un nuevo tipo de público pero terminaría de alejar a varios de sus seguidores más veteranos. Finalmente con los años se volvió un disco de culto.
En 1997, Charly, de 45 años grabó junto a la Negra Mercedes Sosa (61) un disco de canciones propias interpretadas por la Negra, titulado Alta fidelidad. Ambos se conocían desde la infancia de Charly, por lo que decidieron publicar un trabajo colaborativo en el que Mercedes iba a cantar sus canciones favoritas de García.
En 1998 presentó el disco El aguante en Buenos Aires. El álbum cuenta con «Kill my mother», canción dedicada a la madre de Charly, Carmen Moreno. Esta producción contó con muchas versiones traducidas al español por García, como «Tin soldier» (de Small Faces), o «Roll Over Beethoven» (de Chuck Berry). Una canción significativa que no se incluyó fue «A whiter shade of pale», originalmente publicada por Procol Harum, banda que Charly siempre había admirado.

#### 2000-2007: reunión de Sui Géneris y la «maravillización»
En 2000, Charly y Nito Mestre deciden reunir Sui Géneris. Para esta ocasión especial, ambos compusieron nuevas canciones para un nuevo disco, Sinfonías para adolescentes. Por supuesto, las cosas eran muy diferentes a los 25 años, pero los aficionados jóvenes y mayores estaban entusiasmados con la idea del retorno de Sui Géneris. Esta nueva etapa estará marcada por el nuevo concepto de sonido de «maravillización» (o ‘hacer algo maravilloso’) de García, reemplazando al oscuro estilo «say no more».
Pese a esto, el concepto «say no more» y su logo seguirían presentes en la música de Charly hasta el álbum Kill gil, de 2010.
Después de esta interrupción en su carrera como solista, en el 2002, Charly sacó a la venta Influencia, primer trabajo de Charly como artista del sello EMI y el último en que Charly puso su nombre, ya que después se identificaría con el logo de «say no more».
El álbum cuenta con 13 canciones, la mayor parte del propio García, contando dos versiones y una instrumental. Además toca casi todo los instrumentos (piano, guitarra, etc), salvo colaboraciones de algunos de los integrantes de su banda y dos participaciones estelares, entre ellos el guitarrista Tony Sheridan. Este disco contiene canciones interesantes que tuvieron un impacto en el rock latinoamericano, tales como «Tu vicio», «Influencia» (de Todd Rundgren) y «I’m not in love» (con Tony Sheridan). A pesar de que incluía canciones viejas como «Happy and real» (de Tango 4) o «One to one» (de El aguante), fue muy bien recibido por la crítica. No obstante, para este disco se notaba un leve deterioro en la voz de Charly, definiendo un sonido nuevo que se acentuaría con los años en los siguientes discos.
En el año 2003 presenta Rock and roll YO.
El principal corte de difusión es «Asesíname», acompañado por la actriz Celeste Cid en el video. El álbum fue dedicado a su exguitarrista y amiga, María Gabriela Epumer, quien había fallecido en junio de ese mismo año, producto de un paro cardiorrespiratorio.
Las canciones no eran tan buenas como las de Influencia, a menudo (en «Dileando con un alma», por ejemplo) la voz sonaba fuera de tono y, una vez más, el álbum contiene también muchas versiones como «Linda bailarina» («Pretty ballerina», de The Left Banke) o «Wonder (Love’s in need of love)», de Stevie Wonder). Esta vez, sus espectáculos no eran tan convincentes, y los fans podían sentir la ausencia de Epumer.

#### 2008-2009: hiato yKill gil

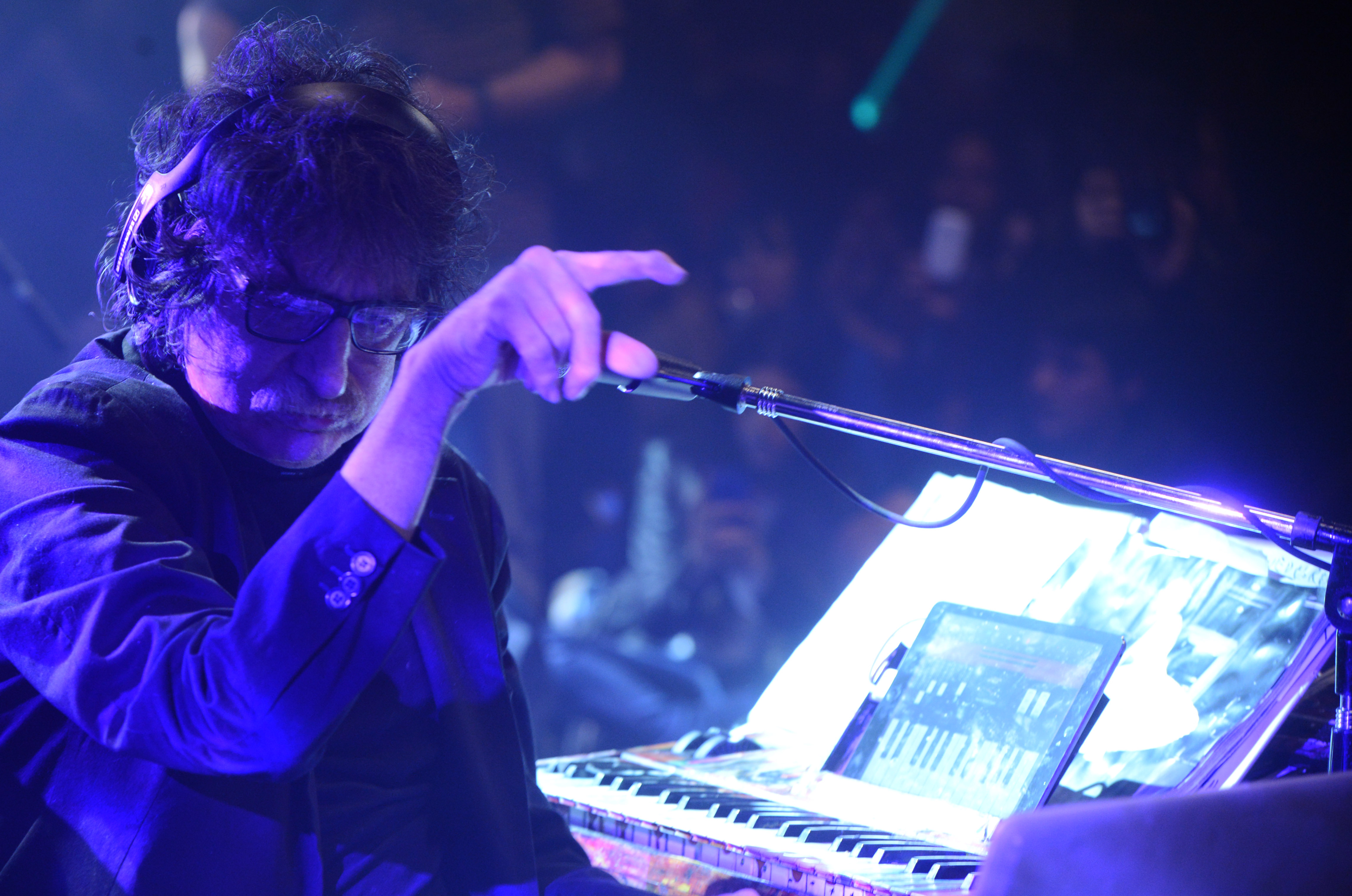
García en el homenaje a Gustavo Cerati en noviembre de 2014.

A partir de Rock and roll yo Charly García no publicaría nueva música en seis años, aunque seguiría muy activo realizando conciertos en Argentina y sus países vecinos.
El 14 de junio de 2008, Charly García fue trasladado a un hospital en la ciudad de Mendoza, debido a un episodio violento que se realizó en un hotel de dicha ciudad (los empleados del hotel llamaron a la policía para que controlara a un García fuera de sí, debieron subirlo por la fuerza a una camilla, en la que lo llevaron amarrado a la guardia del Hospital Central). Fuentes periodísticas relacionaron el incidente con una sobredosis de drogas y alcohol.
Después de la larga recuperación, un recuperado Charly volvió en agosto de 2009 con una nueva canción llamada «Debería saber por qué». La canción se convirtió en un éxito y pronto Charly se embarcó en una gira por Chile y Perú para promover su retorno.
A fines del 2006 comenzó a circular por internet el demo del disco que Charly estaba grabando, Kill gil. EMI se negó a publicar oficialmente el material al afirmar que «ya fue descargado por todo el mundo».[cita requerida]
El propio García denunció que fue traicionado e incluso sugirió que se trató de una «maldad» de su propio hijo, Migue García.[cita requerida]
Finalmente, tras cuatro años de «sobreproducción», en diciembre de 2010 anunciaron la edición de Kill gil con 11 temas y un DVD con animaciones de las pinturas hechas a mano por Charly durante el proceso del álbum. Tras los puntos altos de Influencia y Rock and roll yo, Kill Gil es considerado[¿por quién?]
uno de los peores discos de Charly, debido a la escasa cantidad de canciones originales que incluye y a la falta de temas memorables aunque también tuvo varios buenas canciones y fue reconocido por su portada y considerado "mejor album de un artista de rock" principalmente por los Premios Carlos Gardel y en cuanto a temas destacándose sobre el resto "No importa" y "Corazón de hormigón" (a dúo con Palito Ortega).

#### 2009-2014: Palito Ortega le salva la vida
El 30 de marzo de 2009 dio un recital sorpresa en la plaza Belgrano, frente a la Basílica de Luján. Las vallas de contención cedieron ante la euforia de la gente. Tocó 7 temas en 35 minutos y después se retiró en una camioneta, rumbo a la quinta de Palito Ortega, quien lo llevó a su casa y lo ayudó a desintoxicarse.

[Palito Ortega] era la última persona en el mundo que pensaba que iba a hacer eso. Me dio su hogar, su estudio y su familia. La luchó como un loco. Que apareciera, que viniera con la jueza… Si no lo hacía me iban a meter en un lugar peor. Hizo los trámites. [Palito] me salvó la vida. Es un tipo increíble. Yo no salí de ningún infierno. Yo fui víctima de la ignorancia y el prejuicio de los que estaban cerca de mí, y no era esa la manera.

En 2010, volvió a Uruguay para dirimir la causa abierta tras la agresión denunciada contra un paparazzi. Fue absuelto y en ese mismo enero un muy recuperado García brindó ―tras siete años― un recital en el hotel Conrad de Punta del Este (Uruguay). En mayo se presentó en un anfiteatro romano en Israel y visitó el Muro de las Lamentaciones.
El 23 de octubre de 2012, tras ser declarado en junio ciudadano ilustre de Córdoba, Charly García festejó sus 61 años entre amigos hasta las 3 de la madrugada en el restaurante El Muelle de la costanera norte.
Llegó acompañado de su novia Mecha Iñigo y compartió la velada con León Gieco, Fito Páez, Palito Ortega, Hilda Lizarazu, David Lebón, el Zorrito von Quintiero, Juanse y El Negro García López. También hubo invitados del mundo del cine y la televisión, como Gonzalo Valenzuela, Graciela Borges, Gastón Recondo, Mariana Badía y Beto Casella.
En el año 2013, luego de editar el año anterior su álbum en vivo 60x60, García presentó su libro Líneas paralelas: artificio imposible. Editado por la editorial Planeta, se trata de una explicación detallada sobre el método de planificar sus presentaciones, con dibujos y textos.

Lleno la cama de dibujos, de apuntes que resumen parte de mi cerebro y de mi alma. Querían una biografía, pero me parece que estoy muy joven todavía, son solo cuarenta años de trayectoria. Hay una parte científica por el espacio y la distancia, a tal punto que yo veo que las líneas paralelas se tocan. Todos sabemos que eso no pasa, pero en mi obra sí pasa. Las paralelas tienen ganas de tocarse, pero se consuelan sabiendo que van a estar toda la vida juntas. […] Muchas de las cosas escritas a puño ni yo las entiendo, el cerebro va más rápido. Es como si estuviera haciendo una canción, uno escribe así lo que le viene. Es una historia de amor, es una historia de no asfixia del espacio, de mi visión de lo que se llama arte que todavía no la comprendo como no comprendo el infinito, pero sí comprendo que sin aire no hay música.
[…] Es como una parte de mi cerebro, porque siempre que estoy en los recitales o por grabar un disco dibujo, escribo, y no pensaba sacar un libro pero me lo pidieron, primero era una biografía y a mí me parece que todavía estoy muy joven para eso.
Charly García explica sobre su libro en El Ateneo Grand Splendid, 30 de septiembre de 2013

#### 2015-2023:Random
En 2015, a cinco años de Kill gil, Charly García empezó a trabajar en su disco número 17,
aparte de jugar con la idea de una película sobre su vida para 2016 o 2017.
Tras los tres discos publicados por EMI entre 2002 y 2010, el 24 de febrero de 2017 se publicó bajo el sello Sony Music el disco Random, conformado por diez canciones.
El primer sencillo de Random, lanzado el 5 de febrero, fue «La máquina de ser feliz», canción que Charly había estado interpretando en vivo desde 2015.
Con el paso del tiempo, el disco consiguió Disco de Oro en Argentina por diez mil copias vendidas. En abril se lanzó un nuevo sencillo, «Lluvia», aunque de momento sin ningún videoclip, al igual que «La máquina de ser feliz».
En junio, el sello Sony subió a YouTube tres videos en los que aparece Charly en medio de una sesión de fotos, tarareando las nuevas canciones «Ella es tan Kubrick», «Primavera» y «Otro».
Estos videos antecedieron el primer videoclip oficial de Charly desde «Deberías saber por qué» (de 2009): «Lluvia».
En 2019, se unió al proyecto individual de Roberto Pettinato "Pettinato Plays García", el cual en un inicio era un disco que el músico de jazz haría en homenaje a Charly, versionando en instrumental algunos de sus temas no tan conocidos. García decidió un día ir a supervisarlo y terminaron haciendo el disco juntos, contando con la participación instrumental y vocal de Charly en algunos de los temas. Finalmente, tras un año de grabación, el álbum estuvo disponible en Youtube el 4 de junio de 2020.
En octubre de 2021 García cumplió 70 años, razón por la cual se organizaron una serie de homenajes y recitales para conmemorarlo. La actividad principal se realizó en el Auditorio Nacional Centro Cultural Kirchner, bajo el nombre de "Charly Cumple". El espectáculo se extendió durante nueve horas y se realizó en cuatro bloques, con la presencia de decenas de intérpretes que recorrieron la obra de García. El primer bloque consistió en una obra sinfónica orquestada a partir de sus principales temas. En el segundo bloque, músicos de jazz, tango y folklore, reflejaron el impacto de Charly en estos géneros musicales. En el tercer bloque, subió a escena el propio Charly García, sin que fuera anunciado en el programa, con una banda conformada por músicos que acompañaron históricamente a Charly (Fito Páez, Zorrito Von Quintiero, Fernando Samalea, Rosario Ortega, Pablo Guyot, Alfredo Toth e Hilda Lizarazu.
El cuarto bloque, encargado de cerrar el acto, estuvo conformado por músicos (mayormente vocalistas) que subieron a cantar sus canciones más emblemáticas, como Benito Cerati, Nahuel Pennisi o Julieta Venegas, los cuales iban subiendo presentados, en su mayoría, por Zorrito Von Quintiero, mítico teclista de Charly y con la banda base, conformada por Maria Eva Albistur (bajo), Fernando Samalea (batería), Fernando Kabussacki (guitarra), y el propio Zorro a los teclados.

#### 2024:La lógica del escorpión
En 2024 García lanzó su decimocuarto álbum solista, La lógica del escorpión. Fue publicado primero en formato físico (disco de vinilo) y luego en plataformas digitales.
Cuenta con las participaciones estelares de
David Lebón, Pedro Aznar, Fito Páez y Luis Alberto Spinetta, este último de manera póstuma, utilizando grabaciones previas inéditas.
La banda está integrada por Kiuge Hayashida (guitarra), Fernando Kabusacki (guitarra), Hilda Lizarazu (coros), Rosario Ortega (coros), Fernando Samalea (batería), Toño Silva (batería).
Entre los temas del disco se incluye una versión en español de «Watching the wheels» () ―uno de los temas más importantes del álbum Double fantasy, el último disco del beatle John Lennon, referente esencial de Charly García―, siendo la primera vez que Yoko Ono autoriza la traducción al español de un tema de John Lennon.
En la primera semana, los 13 tracks de la obra ingresaron al top 50 de Spotify en Argentina, con “Rompela” en el #5 y el resto dentro de los 35 primeros. En YouTube más de la mitad de los temas del álbum dentro del Top 30.

## Vida personal

### Salud
La drogadicción de Charly García en la década de 1980 comenzaría a repercutir en su salud en 2008. Tras protagonizar un episodio dramático causando destrozos dentro del hotel mendocino en el que se hospedaba, el 9 de julio de ese año fue internado en el Policlínico de Cuyo, donde se le diagnosticó neumonía. Experimentó una gran mejoría en su estado, por lo que esperó una orden judicial que posibilitase su traslado a la quinta de Palito Ortega, en la localidad bonaerense de Luján. De hecho, Palito Ortega colaboró en gran medida en la recuperación de Charly. Allegados a Charly revelaron a la agencia de noticias DyN que el músico había recuperado 15 kilos de peso, contaba con un nuevo par de anteojos para mejorar su visión y había cumplido un tratamiento estético de odontología. Los voceros dijeron que el estado general de salud de García había mejorado notablemente y señalaron que esa situación alentaba su posible externación. Además, resaltaron que un estilista le había realizado un «nuevo y moderno corte de pelo» curiosamente similar al de Andrés Calamaro.
Fue trasladado a la quinta de manera discreta el 21 de octubre y festejó de muy buen humor su cumpleaños número 57 dos días después, con amigos y gente cercana. Estuvieron en la celebración León Gieco y su exrepresentante, entre otros, con los que Charly realizó una zapada. Pedro Aznar no asistió ya que se encontraba en Río Cuarto, en uno de los recitales de la gira de su disco, Quebrado. En mitad del recital, Aznar hizo una llamada a García para cantarle el feliz cumpleaños.
Charly pasaba sus horas de tratamiento en la quinta de Palito Ortega, viendo los partidos de River Plate (equipo del cual es hincha), corriendo por el jardín, nadando en la piscina y grabando los temas de Kill gil.
El 9 de junio de 2012, luego de haber sido declarado «ciudadano ilustre de Córdoba» y mientras cantaba su tema «Canción del 2x3», Charly García se desvaneció sobre el piano, a una hora de haber comenzado su concierto en el estadio Orfeo de la capital cordobesa, y le dio un susto a todos los presentes. Tras la suspensión del concierto, el músico fue trasladado al Instituto Modelo de Cardiología, y allí los médicos aseguraron que «su estrés por la presentación y porque es muy fumador le provocaron una crisis de hipertensión. Pero se recuperó bien y está estable». García recibió finalmente el alta médica, pero la decisión de su entorno fue que se quedara en Córdoba descansando. La jefa de prensa del músico aseguró: «Le hicieron muchos estudios para descartar que no tuviera nada neurológico ni cardiovascular. Todos los chequeos salieron bien, pero a partir de ahora tendrá que empezar a cuidarse más y medicarse por la hipertensión».
El 15 de noviembre de 2013, mientras presentaba su show «Líneas Paralelas (Artificio Imposible)» en la ciudad de Bogotá, fue hospitalizado por un cuadro de presión arterial. Si bien fue dado de alta rápidamente, finalmente canceló su show.
En el año 2014 fue ingresado en el Sanatorio Fleni por un cuadro de fiebre alta en dos ocasiones: en enero y en marzo.
El 21 de julio de 2015, el ídolo del rock nacional fue operado por una fisura de cadera en el Instituto Argentino del Diagnóstico y Tratamiento, insertándosele un clavo, que fue retirado en otra intervención quirúrgica el 7 de marzo de 2016.
El 21 de diciembre de 2016, Charly volvió a ser hospitalizado por la complicación de una enfermedad viral que le provocó un cuadro de fiebre y deshidratación.
Esta situación se resolvió en cuatro días, cuando el músico fue dado de alta del hospital.
Una semana después, el día 28, fue internado nuevamente para realizarse un chequeo médico, siendo dado de alta el día 31.
El 29 de enero de 2020 Charly sufrió un traumatismo en la cadera, del cual ya había sido operado. Esto se debió a una caída doméstica en la que no padeció ningún otro daño, según indicó el comunicado oficial. Por esta intervención, tuvieron que suspender su presentación en el festival de Cosquín Rock.
El 30 de mayo de ese mismo año, el músico fue internado de urgencia en medio de la cuarentena por la pandemia de COVID-19 presentando altas temperaturas, síntomas respiratorios y fuertes dolores musculares. Tras cuatro días en el Instituto Argentino de Diagnóstico y Tratamiento (IADT) y presentando una "muy buena evolución", recibió el alta médica.
En marzo de 2022 fue internado nuevamente tras sufrir quemaduras al hacer un mate.
En ese mismo mes ya le dieron el alta.
El 23 de octubre de 2022 se presentó en silla de ruedas en el Bebop Club de Palermo, Buenos Aires, donde se llevó a cabo la celebración de cumpleaños por sus 71 años. Sin embargo, su delicado estado de salud le impidió tocar el piano con normalidad, evidenciando su frágil movilidad, y todas las canciones fueron interpretadas por Rosario Ortega.
El 12 de agosto de 2023, luego de realizarse unos estudios en la guardia del Instituto Argentino del diagnóstico y tratamiento (IADT) los médicos dictaminaron internarlo con el fin de hacerle más estudios en los días siguientes, confirmando que estaba fuera de peligro.

### Característica física
Una característica física de García es su bigote bicolor, el cual cuenta con un lado blanco debido a su vitiligo.

### Personalidad y polémicas
Desde sus comienzos, Charly García fue siempre una figura polémica tanto en su país como a nivel internacional. Sus repentinos cambios de humor en medio de los recitales ―lo peor que puede pasar es que haya problemas con el sonido―, su drogadicción y sus polémicas frases sobre sí mismo y otros personajes de público conocimiento hacen de García una figura siempre visible y muy llamativa, despertando muchas simpatías y antipatías. Otra anécdota conocida cuenta que durante un recital las personas del público le gritaban «puto» y respondió bajándose los pantalones para demostrar que supuestamente no lo era.
Asimismo, ha sido internado tres veces en clínicas psiquiátricas, fue dado de baja del ejército cuando cumplía con el servicio militar obligatorio, debido a que no soportaba el encierro y la disciplina impuesta por los militares. Llegó a tal grado su desesperación por salir, que en una ocasión sacó a pasear un cadáver en camilla, lo que motivó una investigación psiquiátrica que lo determinó psicótico y paranoico con personalidad esquizoide.
Tuvo varios ingresos por adicción a las drogas, como en 1991, 1994 y 2008. Cuando Charly concluyó su ingreso en 1991, el músico ironizó la situación entrando en ambulancia a su recital en Ferro.
Tuvo prohibido un tiempo el ingreso a Uruguay tras un escándalo al agredir a un paparazzi que intentó sacarle una foto. Charly tuvo conflictos en Colombia al llamarla «Cocalombia». En Costa Rica, durante los años ochenta, un recital de Charly terminó en una batalla campal cuando los organizadores quisieron suspender el recital por la lluvia. Charly tuvo problemas en Paraguay, cuando encerró a cuatro chicas en un hotel. En Quito fue detenido por el escándalo que lo tuvo como protagonista durante un recital ante unos diez mil espectadores la policía detuvo al roquero argentino en el camerino del Coliseo General Rumiñahui, donde se efectuó el concierto, aunque no dieron más detalles. García tenía que cerrar en la madrugada el megaconcierto, pero después de entonar una canción abandonó el escenario mientras arremetía a puntapiés contra los micrófonos y otros equipos de sonido.
En una oportunidad un fanático de Charly fue herido durante un recital y el músico se solidarizó y le regaló una guitarra autografiada en el hospital.
Charly representa un desafío para muchos periodistas. Susana Giménez entrevistó al músico en varias oportunidades. En una de ellas Charly le rompió las hojas en donde tenía anotadas las preguntas que la conductora le iba a realizar al músico. En otra entrevista: Susana dice «Estás más gordo», a lo que Charly responde «vos también». Jorge Guinzburg también entrevistó varias veces al músico, obteniendo entrevistas muy recordadas. Jorge Lanata, Bruno de Olazábal y Jaime Bayly (Perú), Sergio Marchi, Bebe Contepomi y otros periodistas tuvieron memorables entrevistas con el músico. Charly García, sin embargo, mantuvo conflictos con algunos periodistas, como con Mauro Viale.
En 1988, durante un recital en River, Charly le dijo a Bruce Springsteen ―que en Estados Unidos es apodado The Boss (en español: ‘el jefe’)― «Acá el jefe soy yo». Ese día Charly tocó junto a Peter Gabriel, Sting, León Gieco y Bruce Springsteen.
Charly García sostuvo muchos conflictos en la provincia de Mendoza. En 1983, se desnudó en pleno recital. Después un policía golpeó la puerta de la habitación donde se encontraba el músico y le dijo: «¡Abra: soy policía!», a lo que García respondió: «¿Y yo qué culpa tengo de que usted no haya estudiado?». En otra ocasión, de acuerdo a una denuncia presentada a la fiscalía, García encerró a cinco prostitutas negándose a pagarle por sus servicios. En Mendoza, en el 2000 luego de haber tocado gratis junto a Mercedes Sosa, García probó el vértigo de lanzarse desde una ventana del noveno piso de un hotel hacia una piscina, y cuando la prensa le cuestionó su acto dijo: «¡Solo la vi, y me atreví! Hay que ir más allá, además yo no me voy a morir nunca y mi capricho es ley». Más tarde referiría que se atrevió a tirarse después de muchos cálculos y debido a que estaba encerrado en la pieza, ya que afuera estaba la policía para interrogarlo debido a incidentes sucedidos la noche anterior en un pub de la misma ciudad.
El disco Rock and roll yo tendría canciones dedicadas a Florencia, una novia diecisieteañera de Charly, quien por ese entonces tenía 53 años. Los padres de Florencia no dejaban a Charly acercarse a su hija y por tal motivo aparecen temas como «Dileando con un alma (que no puedo entender)».
Durante un recital en Ferro en el 2004, después de las declaraciones de una mujer que decía ser su hija y que incluso ya le habría dado una nieta, Charly gritó a los espectadores: «Esa que dice que es mi hija, ¿vino o no vino?». En dicho recital también rompió dos vasos con la mano y destrozó varios instrumentos. García dijo que en ese recital iba a quemar el piano pero que la lluvia no se lo había permitido. Al año siguiente, en 2005, García dejó su huella en el Paseo de la Fama de la ciudad balnearia de Mar del Plata (ubicada en la costa atlántica argentina).
En una entrevista al periodista Luis Majul, reveló que fue agredido por empleados de seguridad del lugar en el último recital de una serie dada en La Trastienda. En 2007 le cancelaron un recital por llegar tarde. García gritó: «Mi ejército, rompan todo». Al otro día La Trastienda amaneció con pintadas a favor de García. Los seguidores de García suelen llamarse Los Aliados o el Ejército Say No More. Muchas veces sus seguidores le perdonan todo al músico, que llegue tarde a los recitales o incluso que ni siquiera vaya. La respuesta que dan los aliados a eso: «Charly es Charly, es un genio, es Dios». Ese mismo año, Charly García le tiró un vaso de whisky a la cantante islandesa Björk. La agresión se produjo en el interior del hotel Faena, en Puerto Madero, y el acontecimiento se mantuvo en el más absoluto secreto. Al año siguiente, el viernes 18 de abril de 2008, Charly se peleó con Marcelo Pocavida (exintegrante de Los Baraja) en la zona de acceso a los camarinos del Teatro Roxy (Buenos Aires) posteriormente al espectáculo de los New York Dolls. En el sitio web Youtube se muestran videos grabados desde celulares sobre esta pelea de Charly García o sobre otros incidentes en Chile (como cuando una chica se sube al escenario).
En 2010 Charly García terció en la polémica entre su compatriota el cantautor Fito Páez y Ricardo Arjona. La pelea a tres bandas surgió cuando Páez aseguró que Arjona era un síntoma de «aniquilación cultural». García apuntó a que su público y el de Arjona son muy distintos: «(El de Arjona) es más de amas de casa, que ven telenovela, y es muchísima gente».
En 2017, Charly García acusó por plagio a la estrella pop estadounidense Bruno Mars: en una entrevista en la revista Billboard, se explayó sobre el tema, convencido de que el tema «Uptown funk» del estadounidense estaba demasiado inspirado en su canción «Fanky».

## Discografía
| Sui Géneris - 1972: Vida - 1973: Confesiones de invierno - 1974: Pequeñas anécdotas sobre las instituciones - 1975: Alto en la torre - 1975: Adiós Sui Géneris I & II - 1996: Adiós Sui Géneris III - 2000: Sinfonías para adolescentes - 2001: Si - Detrás de las paredes PorSuiGieco - 1976: Porsuigieco La Máquina de Hacer Pájaros - 1976: La máquina de hacer pájaros - 1977: Películas Billy Bond and The Jets - 1978: Billy Bond and The Jets Con Serú Girán - 1978: Serú Girán - 1979: La grasa de las capitales - 1980: Bicicleta - 1981: Peperina - 1982: No llores por mí, Argentina - 1992: Serú '92 - 1993: En vivo I & II - 2000: Yo no quiero volverme tan loco | Otros - 1980: Música del alma - 1993: Prix d’amí - 1999: Charly & Charly Solista - 1982: Yendo de la cama al living - 1983: Clics modernos - 1984: Piano Bar - 1987: Parte de la religión - 1989: Cómo conseguir chicas - 1990: Filosofía barata y zapatos de goma - 1994: La hija de la lágrima - 1995: Estaba en llamas cuando me acosté - 1995: Hello! MTV Unplugged - 1996: Say no More - 1998: El aguante - 1999: Demasiado ego - 2002: Influencia - 2003: Rock and Roll YO - 2010: Kill gil - 2017: Rándom - 2024: La lógica del escorpión Con Pedro Aznar - 1986: Tango - 1991: Radio Pinti (con Enrique Pinti) - 1991: Tango 4 Con Mercedes Sosa - 1997: Alta fidelidad |

## Filmografía
- 1973: Rock hasta que se ponga el sol
- 1975: Adiós Sui Generis
- 1982: Caminando por la calle, video
- 1983: Mercedes Sosa, como un pájaro libre
- 1988: Lo que vendrá
- 1991: Los Enfermeros trabajando
- 1992: Tato de América
- 1993: Good Show
- 1995: Peperina
- 2000: Una noche con Sabrina Love
- 2002: ¿Quién es Alejandro Chomski?
- 2006: Que sea rock
- 2012: Graduados
- 2018: Bios: Vidas que marcaron la tuya
- 2020: Rompan todo

## Premios y nominaciones

### Premios Grammy Latinos
| Año  | Categoría                                 | Trabajo                 | Resultado | Ref.    |
| ---- | ----------------------------------------- | ----------------------- | --------- | ------- |
| 2000 | Mejor interpretación vocal rock masculina | Sweet Home Buenos Aires | Nominado  | [ 135 ] |
| 2003 | Mejor interpretación vocal rock solista   | Influencia              | Nominado  | [ 136 ] |
| 2004 | Mejor interpretación vocal rock solista   | Rock and Roll YO        | Nominado  | [ 137 ] |
| 2009 | A la excelencia musical                   | A la excelencia musical | Ganador   | [ 138 ] |

### Premios Gardel
| Año  | Categoría                             | Trabajo                 | Resultado | Ref.    |
| ---- | ------------------------------------- | ----------------------- | --------- | ------- |
| 1999 | Mejor artista de rock                 | Demasiado ego           | Nominado  | [ 139 ] |
| 2003 | Mejor álbum artista de rock           | Influencia              | Ganador   | [ 140 ] |
| 2003 | Mejor diseño de portada               | Influencia              | Nominado  | [ 140 ] |
| 2003 | Álbum del año                         | Influencia              | Ganador   | [ 140 ] |
| 2003 | Realización del año                   | Influencia              | Ganador   | [ 140 ] |
| 2003 | Realizador del año                    | Él mismo                | Ganador   | [ 140 ] |
| 2003 | Canción del año                       | «Tu vicio»              | Ganador   | [ 140 ] |
| 2003 | Mejor videoclip                       | «Influencia»            | Nominado  | [ 140 ] |
| 2004 | Mejor álbum artista de rock           | Rock and Roll YO        | Nominado  | [ 141 ] |
| 2004 | Grabación del año                     | «Asesíname»             | Nominado  | [ 141 ] |
| 2004 | Mejor videoclip                       | «Asesíname»             | Nominado  | [ 141 ] |
| 2011 | Mejor álbum artista de rock           | Kill Gil                | Ganador   | [ 142 ] |
| 2011 | Mejor diseño de portada               | Kill Gil                | Ganador   | [ 142 ] |
| 2014 | Mejor colección de catálogo           | 60x60                   | Ganador   | [ 143 ] |
| 2018 | Álbum del año                         | Random                  | Ganador   | [ 144 ] |
| 2018 | Ingeniería de grabación               | Random                  | Ganador   | [ 144 ] |
| 2018 | Producción del año                    | Random                  | Ganador   | [ 144 ] |
| 2018 | Mejor álbum artista masculino de rock | Random                  | Ganador   | [ 144 ] |
| 2018 | Mejor diseño de portada               | Random                  | Ganador   | [ 144 ] |
| 2018 | Mejor videoclip                       | «Lluvia»                | Ganador   | [ 144 ] |
| 2018 | Canción del año                       | «Lluvia»                | Nominado  | [ 145 ] |
| 2024 | Premio Say No More                    | Premio Say No More      | Ganador   | [ 146 ] |
| 2025 | Álbum del año                         | La lógica del escorpión | Nominado  |         |
| 2025 | Mejor álbum artista de rock           | La lógica del escorpión | Ganador   |         |
| 2025 | Mejor diseño de portada               | La lógica del escorpión | Nominado  |         |
| 2025 | Mejor canción de rock                 | «Yo ya sé»              | Ganador   |         |
| 2025 | Mejor colección de catálogo           | Música del alma         | Nominado  |         |

Notas
1. ↑  Nominación dirigida para el diseñador Macky
2. ↑  Nominación dirigida para el director Marcelo Lamorte
3. ↑  Nominación dirigida para el director Marcelo Lamorte
4. ↑  Nominación dirigida para el diseñador Del Angel Feg
5. ↑  Nominación dirigida para el director Diego Latorre
6. ↑  Nominación dirigida para el diseñador Renata Schussheim y Martín Gorricho